# 巴登-符腾堡
巴登-符騰堡州（德語：Baden-Württemberg，發音：[ˌbaːdn̩ ˈvʏʁtəmbɛʁk] ⓘ），通常簡稱為巴符州（德語：BW 或 BaWü），是德國西南部的一個州，位於萊茵河以東，巴伐利亚州以西，萊茵河在此形成了德國南部與法國東部的天然邊界。截至2019年，該州擁有超過1107萬居民，總面積近35,752平方公里），在面積（僅次於巴伐利亞和下薩克森）和人口（僅次於北萊茵-威斯特法倫和巴伐利亞）上都堪稱德國的第三大州。作為一個州，巴登-符騰堡州是一個部分主權的議會共和政體。巴登-符騰堡州的州府是其最大城市斯圖加特，其次大的城市是曼海姆和卡爾斯魯厄。其他主要城市有弗萊堡、海德堡、海爾布隆、普福爾茨海姆、羅伊特林根、蒂賓根和烏爾姆。
現在的巴登-符騰堡曾是歷史上的巴登大公國、普魯士霍亨索倫省和符騰堡王國的領地，目前的這個邦是二戰後的盟軍（英美法）通過劃分不同的佔領區而人為創造出來的。1952年4月，盟軍通過符騰堡-巴登、南巴登和符騰堡-霍亨索倫合併建立起了巴登-符騰堡州，並直接合併入西德管轄。
巴登-符騰堡以其強勁的經濟而聞名，如汽車製造、電氣工業、機械工業、服務業等多個行業，有德國第三高的地區生產總值。作為歐洲四大汽車公司的一部分，德國一些最大的公司總部即位於巴登-符騰堡，包括梅賽德斯-奔馳、施瓦茨、保時捷、博世和SAP。
Ländle（當地施瓦本語、阿勒曼尼語和法蘭克語方言中“土地”一詞）有時也用作巴登-符騰堡的同義詞。

## 華語譯名
有巴登-符登堡（臺灣國防研究院《世界地圖集》）、巴登-烏騰堡（不常見）、巴登-符腾堡（中國地圖出版社《德國地圖》）等幾種譯名。

## 地理

### 疆域
巴登-符登堡邦总面积35,752平方公里，是德国面积第三大的州。它位于德国西南部，东边与巴伐利亚州接壤，南边与奥地利、瑞士共享博登湖（不过瑞士的沙夫豪森州有一小块地方位于莱茵河北），西边隔着莱茵河与法国相邻，北边是莱茵兰-普法尔茨州与黑森州。
从地理结构上巴登-符腾堡可以分以下几个部分：北部是莱茵河和内卡河河谷的平原地区，西部是上莱茵河河谷，东南部是阿尔卑斯山脉的前缘，其间是属于中部山区的黑森林和施瓦本山脉。
巴登-符腾堡南部的边界是博登湖和高莱茵河，西部的边界是上莱茵河，北部的边界是奥登瓦尔德山脉和陶伯河流域，东部的边界是法兰克高地、诺特林根里斯、多瑙河、伊勒河和阿尔高地区的西部。
巴登-符腾堡的地理中心位于蒂宾根市内植物园附近的一座小林中，当地有一块锥状的三吨重的来自弗兰克侏罗山的石头标志这这个点。这块石锥倾斜11.5°，这等于黄道与天赤道之间的倾角的一半。

### 地质

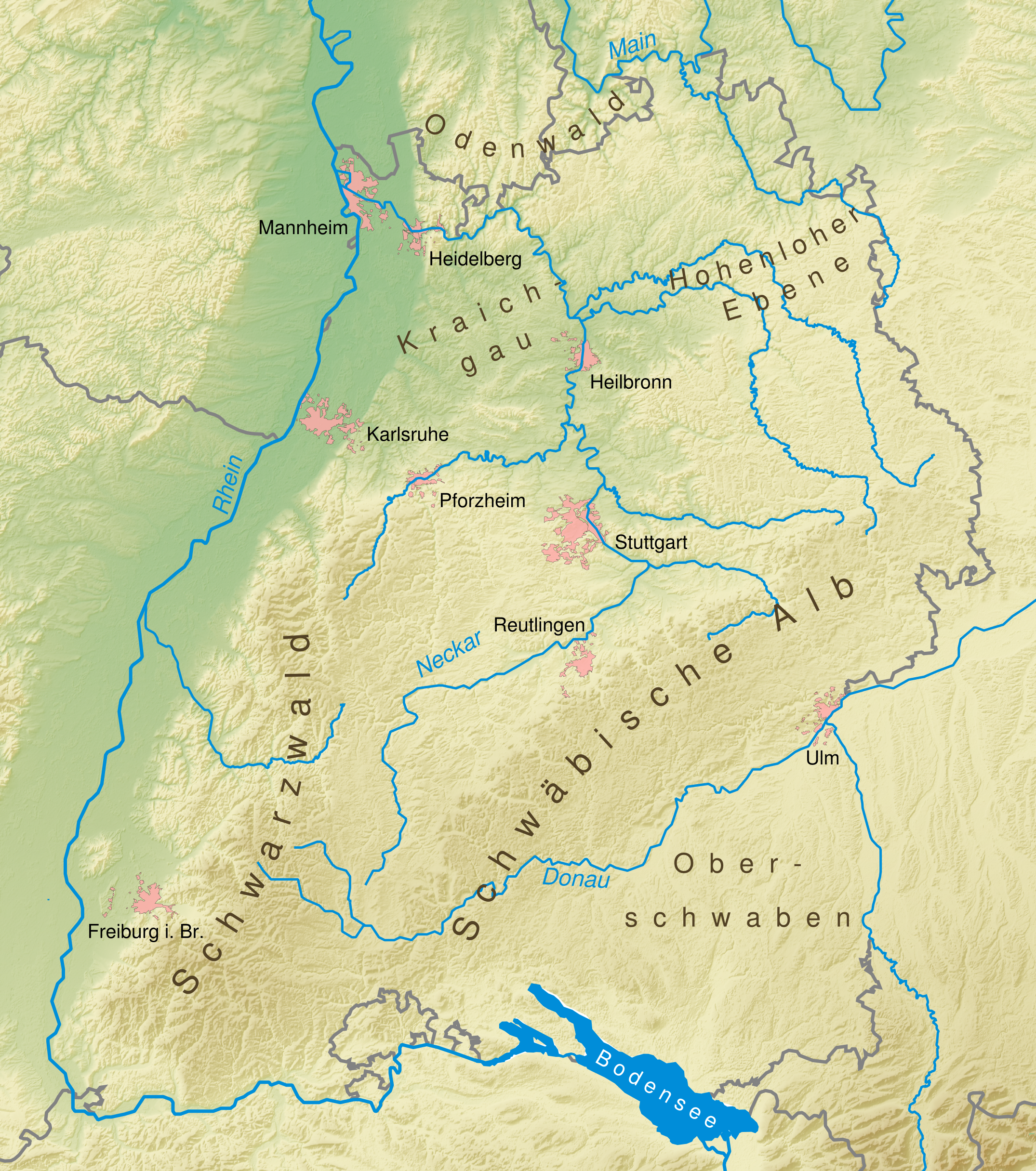
巴登-符腾堡地形图

从地质学和地貌学上来看巴登-符腾堡可以分为五个不同的地区：
- 上莱茵河低地的部分地区属于巴登-符腾堡（莱茵河东岸部分）。这个低地主要由过去海水的沉积组成，除此之外其边缘的丘陵地区也算作这个地质结构。这里有一些盐矿、矿泉和一些今天已经熄灭的火山（比如凯泽斯徒尔）。
- 黑森林和奥登瓦尔德山脉由比较老的岩石组成，主要为花岗岩、片麻岩和三叠纪早期形成的沙岩。它们南北的走向使得它们成为天然的“阻雨屏”。它们西侧的河流水量比较大，其河谷也因此比较深。它们组成莱茵河与多瑙河最重要的分水岭。黑森林南部的费尔德山高1493米，是德国中部山区最高峰。
- 德国西南阶层地形：这个地形位于巴登-符腾堡的中部，其岩层不断交替，不过越向西南地质年龄约年轻。岩层一般由比较硬的层和比较软的层交替。
- 施瓦本山脉属于德国中部山区，但是是一个比较独立的山区。它由贫水的喀斯特地形组成，拥有典型的喀斯特特征（比如地陷），但也夹杂着一些小型的火山地形。在其东部的边缘有一个巨大的陨石坑：诺特林根里斯。
- 阿尔卑斯山前麓：巴登-符腾堡的上施瓦本地区属于阿尔卑斯山前麓。这是一个比较平缓的山丘地带，博登湖和一些火山也属于这个地带。冰川在这里留下了非常典型的地形，其中包括冰碛物、湖泊和沼泽。

### 土壤
在巴登-符腾堡对成土作用影响最大的因素是当地的岩石，其它因素如气候、植被、水流和地形的影响相对而言不大。因此根据上述的不同地质结构巴登-符腾堡的土壤类型也不同。在这里 （页面存档备份，存于）有一幅精确的地质和土壤类型的地图。
- 在上莱茵河低地有比较厚的黃土层，这是巴登-符腾堡最富饶的土壤了。
- 在中部以及在阿尔卑斯山前麓和许多冰碛物有带有大量黄土成分的石灰岩、泥灰岩和粘土，这个土壤也非常富饶。
- 施瓦本和法兰克山区以及施瓦本山脉的沙土比较贫瘠。
- 黑森林以沙岩为主，其沙土很贫瘠。

### 气候
影响巴登-符腾堡的气候的三个最主要的因素为：
- 纬度：巴登-符腾堡终年处于西风带。
- 位置：巴登-符腾堡位于北大西洋和东欧大陆之间，即位于西部的海洋性气候和东部的大陆性气候的过渡区。因此在巴登-符腾堡不断变换地受海洋性气候和大陆性气候影响。不过受西风带的影响海洋性气候为主，但是明显地向东海洋性气候的影响减弱。
- 不同地区的高度和山坡陡度：巴登-符腾堡州内地形多样，在高山边上就会有比较低的平地，这导致州内在比较短距离内就有非常不同的气候。

#### 温度
巴登-符腾堡位于德国南部，因此总的来看其温度高于德国平均。即使在州内在地区性温度上也可以看得出从北向南有升高的趋势。上莱茵河低地、克莱希高和斯图加特以下的内卡尔河河谷的年平均气温为9°，是德国气温最高的地区。此外博登湖湖畔和高莱茵河河谷也比较温暖。随地势的升高其温度也下降，南黑森林的年平均气温为4°，是德国最冷的地区。一个例外是冬季出现逆溫时高地的温度比低地高。在无风高压时期冷空气聚集在谷地。因此在巴尔在冬季会出现零下30°的低温。
对农业重要的是生长期的长度，其长度等于无霜日子的数目：巴登-符腾堡的平均数目为170天。在上莱茵河低地和内卡尔河河谷生长期可达200天以上。而在上黑森林的高处、巴尔和一些施瓦本山区内冬季非常寒冷的谷地生长期只有120天。

#### 降水
被西风带来的湿空气主要受黑森林和奥登瓦尔德山脉以及在施瓦本山脉和阿尔卑斯山前麓阻挡。因此在这些地区的迎风面降雨量非常高（平均年降水量高于1000毫米，在南黑森林甚至局部高于2000毫米），而在背风面则要低得多，在背风面形成干燥地区（在北上莱茵河低地以及在弗莱堡盆地的降水量只有约600毫米，在内卡尔河中部以及乌尔姆附近的多瑙河河谷只有约700毫米）。
在缺乏挡风高山的地方，比如在克莱希高以及在比较宽的谷底，海洋性空气可以比较容易地运往东部，因此在这些地区地区性的差异也小得多。

### 水域

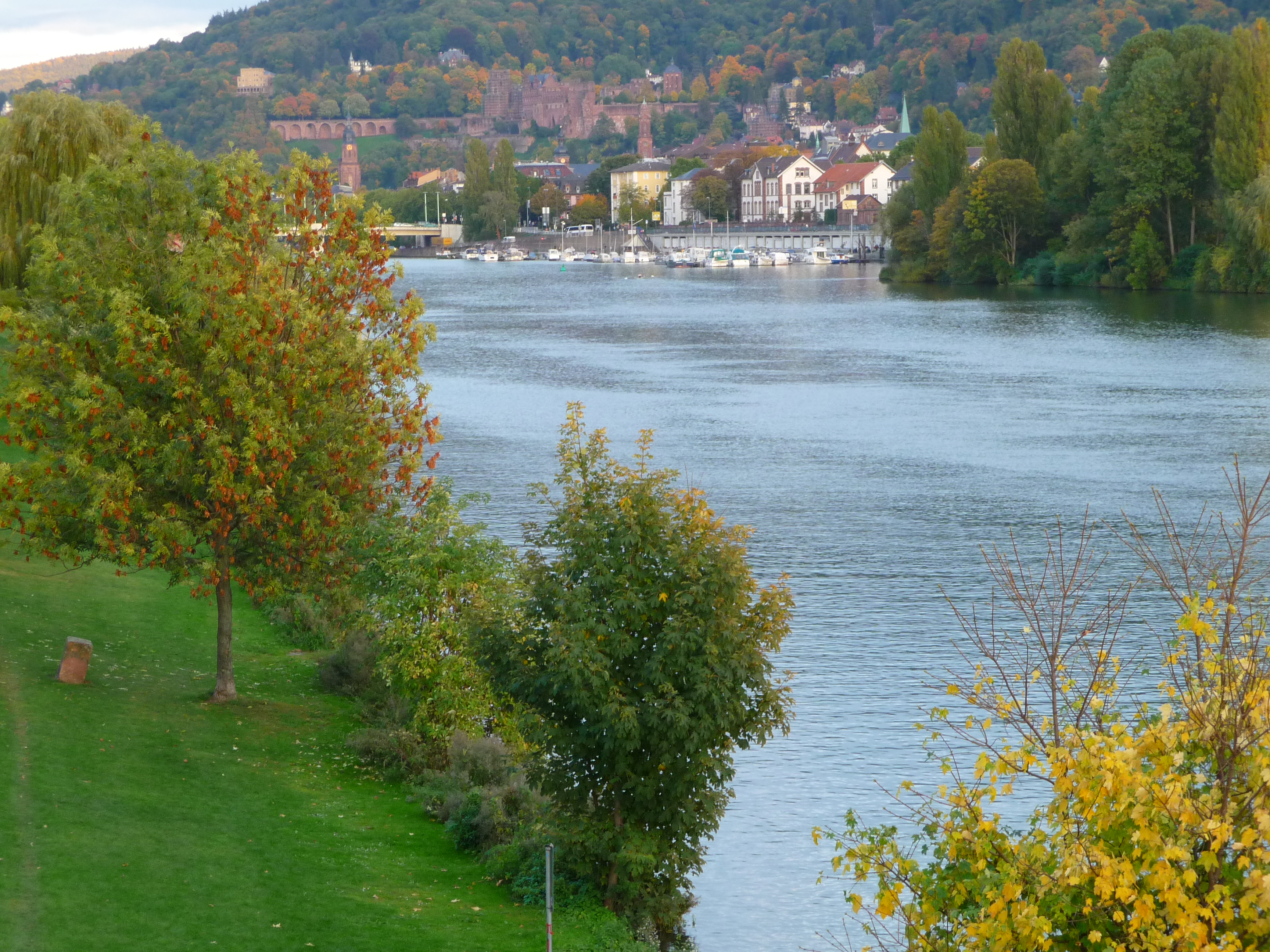
內卡尔河

由于巴登-符腾堡的众多山地其河流和河谷对其居民发展和分布、交通道路以及历史有非常重要的影响。除莱茵河外巴登-符腾堡最重要的河流是内卡尔河和多瑙河。
内卡尔河起源于维林根-施维宁根，流过巴登-符腾堡的中部，在巴登-符腾堡的西北角于曼海姆注入莱茵河。这里的水面高度是海拔85米，是巴登-符腾堡的最低点。
莱茵河构成巴登-符腾堡的整个西部边境：从曼海姆至卡尔斯鲁厄它是巴登-符腾堡与莱茵兰-普法尔茨之间的边境，向南它是巴登-符腾堡与法国和瑞士的边境。
多瑙河源于黑森林中的两条河流，向东北东方向流，其北属于施瓦本山脉，其南属于上施瓦本。在流经乌尔姆后流入巴伐利亚。
其它河流中最长的是流经巴登-符腾堡东北部的科赫尔河。除此之外在巴登-符腾堡的东北角美因河构成州边境的一小段。

## 历史

### 史前史
可证明的是人类至少在50万年前就已经在巴登-符腾堡生活了，在毛尔发现的海德堡人和在斯坦海姆发现的斯坦海姆人分别被定年为50万年和25万年前，他们是最早在欧洲发现的人类化石。
在巴登-符腾堡西南黑森林的前麓发现有德国最古老的、石器时代的碧石矿。
可证明的文化生活的遗迹在巴登-符腾堡可追溯到3.5至4万年前；1979年发现一枚兽骨製的笛子被定年为这个时期产生，同期还有在施瓦本山脉的溶洞里发现的雕刻（狮人等）。
哈尔施塔特文化时期巴登-符腾堡大多数地区被凯尔特人居住，当地的许多山丘状古坟可以佐證，其中最著名的是豪赫多夫凯尔特贵族墓。

### 古代和中世纪
西元70年至150年罗马帝国将军德鲁素斯和提庇留攻占了今天巴登-符腾堡的大多数地区，並分為雷蒂安行省和上日耳曼行省，当时强烈的罗马化所留下的痕迹至今仍然可见。
从260年开始罗马人逐渐被阿拉曼人驱逐；阿拉曼人被法兰克帝国征服后今天的巴登-符腾堡从496年至746年属于法蘭克尼亞公國和施瓦本公国。
巴登-符腾堡位于德国和意大利之间的交通要道上，因此今天的巴登-符腾堡在中世纪盛期成为神圣罗马帝国的中心地区，也成为帝国内外势力斗争的中心。高层贵族和修道院在这里大力进行土地开发，同时在中部山区建立了许多城市来扩张势力，重要的家族包括萨利安王朝和霍亨斯陶芬王朝，甚至有其成員得以成为皇帝；其他重要家族包括韦尔夫家族和哲林根家族，弗莱堡就是该王朝在中世纪盛期建立的。
13世纪霍亨斯陶芬王朝没落后德意志境内的势力开始地方化，传统上就已经非常薄弱的皇帝势力更不断被削弱，尤其在德国西南部这个趋势非常明显。原来的两个公国分裂为数百個小型的伯爵封地、帝国城市、教会领地，甚至单个的骑士村庄。

### 近現代
与此同时德意志周边地区则权力不断集中，形成了强大的中央集权国家，这些国家的扩张也影响到德国西南部的历史。三十年战争对今天巴登-符腾堡地区带来巨大的破坏，其后果一直到一百多年之后才得以逐渐恢复过来，当地的居民数减少一半以上，部分地区甚至丧失了原来三分之二的居民，牲畜几乎全部丧失，原耕地的三分之一荒废。
从18世纪开始自普鲁士起，德国也开始出现中央集权的趋势，今天的巴登-符腾堡位于德意志的边缘地区；因此这个趋势一直到19世纪才成为一个政治话题。在这个过程中周边其他国家的扩张，如拿破仑战争，也加剧了这个过程；拿破仑战争后当地出现了三个主要地：符腾堡、巴登和霍恩佐伦；此外黑森在这里还有一块飞地：卫普芬市。1806年符腾堡被提升为王国，巴登被提升为大公国；1871年它们加入德意志帝国，而霍恩佐伦已于1850年成为普鲁士的领土。1919年德国十一月革命中巴登共和国和符腾堡自由人民邦成立，并宣布了民主宪法，后在纳粹一体化的过程中这两个州被取消。

### 戰後重組

1945的情况

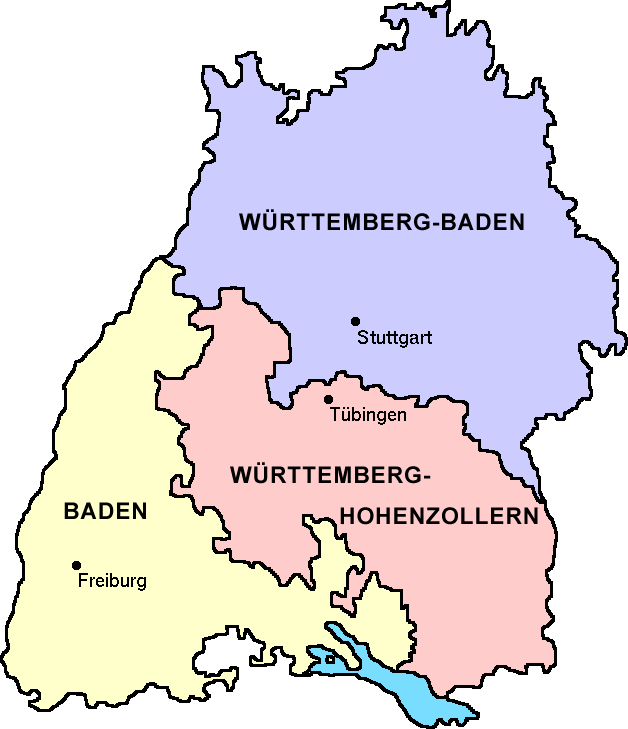
1945年至1952年的情况

第二次世界大战后巴登和符腾堡的北部以及巴特卫普芬称为美占区，巴登和符腾堡的南部以及霍恩佐伦成为法占区。这两个区的边界使得从卡尔斯鲁厄通往慕尼黑的高速公路（今德国8号联邦高速公路）通过的县被划入美占区。美占区的军政府于1945年和1946年建立了符腾堡-巴登州，而法占区的军政府泽建立了符腾堡-霍恩索伦和巴登两个州。1949年5月23日这三个州一起加入了新成立的德意志联邦共和国。
德国基本法第118条建议重组这三个州。假如这三个州无法重组，则一个联邦法律将重组它们。重组有以下两种可能性：一个是合并这三个州，另一个是组成两个州：巴登和符腾堡。符腾堡-巴登州和符腾堡-霍恩佐伦州的政府同意前一个可能性，而巴登州的政府则支持后一种可能性。由于三方无法就全民公投的程序达成协议，因此这条路也走不通。1951年5月4日通过的联邦法律决定分以下四个区进行全民公投：北符腾堡、北巴登、南符腾堡-霍恩佐伦，南巴登。假如在四个区中有三个区的多数赞成合并为一个州的话那么这个建议就被通过。由于当时已经很明显合并将在两个符腾堡和北巴登区获得同意，因此这个法律比较偏向合并三州。南巴登政府在联邦宪法法庭控告这个法律违反基本法，一开始没有成功，但是1956年判决1951年的投票法律无效。
全民公投于1951年12月9日举行，此前双方进行了非常激烈的斗争。公投结果为在两个符腾堡区93%的公民赞成合并，在北巴登57%的公民赞成合并，在南巴登仅38%的公民赞成合并，这样一来在四个区中三个的多数赞成合并。在整个巴登中则有52%的多数赞成重新建立一个巴登州。

### 三州合併
根据这次全民公投的结果巴登-符腾堡于1952年4月25日成立，第一个政府是由社民党、自民党和被驱逐难民组织组成的联盟政府，而州内最强的基民联则未参加政府。这使得基民联以及南部地区（南巴登以及符腾堡-霍恩佐伦）觉得他们在组织政府时被忽略了。
1953年9月6日联邦议会大选时基民联在巴登-符腾堡获得绝对多数。第一届州政府将此看作是选民对其工作的不满而辞职。基民联组织了一个包括所有党派的联合政府。这个政府维持到1958年，此后库尔特·乔治·基辛格成为巴登-符腾堡的第三任州长。
关于新州名称的争执也持续了很久。按照1952年5月15日的过渡法巴登-符腾堡这个名称只是一个临时名称。但由于无法找到各方均能同意的新名称，因此这个名称成为正式名称。1953年11月19日生效的巴登-符腾堡州宪法是由州议会通过的，而不是通过全民公投通过的。
1956年德国联邦宪法法院判决1951年的公投通过其规定未能足够地顾及巴登的结果，因此违反宪法，巴登地区的公投必须重复。宪法法院认为通过其程序巴登的少数公民的意愿被数量上比较多的施瓦本的多数公民的意愿所倾轧。但是由于州政府一再拖延必须重复的公投，因此联邦宪法法院于1969年决定这次公投最晚必须于1970年6月30日进行。1970年6月7日在巴登地区进行了公投的重复，但是这次81.9%的公民支持巴登-符腾堡州的建立。62.5%的公民参加了这次公投。

## 人口面积
在35752平方公里的面积上，居住有1069万居民（其中男性居民人数为520万左右，女性为540万左右）排名在德国16个联邦州中的第三位。每平方公里人口为298人，高于全德平均水平的231人。全州共有外国人130万左右，其中土耳其人约32万，占主力。前南斯拉夫人为25万排第二，第三位的是意大利人约19万。以上全部数据截止至2003年12月31日。

### 外來人口
截至2021年4月20日,巴符州的最大外國人族群如下：
| 土耳其   | 251,375 |
| 義大利   | 183,920 |
| 羅馬尼亞 | 164,600 |
|          | 125,170 |
| 波蘭     | 84,855  |
| 叙利亚   | 83,365  |
| 希腊     | 81,370  |
| 科索沃   | 66,130  |
| 匈牙利   | 52,205  |
| 保加利亚 | 47,540  |

## 州徽和州旗
巴登-符腾堡的州徽底色是金黄色的，上面有三头迈步的狮子。这个徽章本来是霍亨斯陶芬王朝和施瓦本公爵的徽章。在大州徽的上方显示有历史上当地的六个地区的徽章：前奥地利（红白红）、普法尔茨（上跃的狮子）、符腾堡（鹿角）、巴登（斜红条）、霍亨佐伦（白黑四分）和弗兰克尼亚（红底，三个银尖），其中巴登和符腾堡的徽章比其它徽章稍微大一些。持徽兽是巴登的狮鹫和符腾堡的鹿。
巴登-符腾堡还有一个印章，这个印章上的三头狮子的形状与州徽上的稍微不同。印章是人人可以使用的，而州徽在使用时必须获得政府的允许，而且仅能被政府机关使用。
州旗为黑色和金黄色相间。官方州旗上还有小州徽。
| 大州徽 | 小州徽 | 州旗 | 带大州徽，但是没有持徽兽的州旗 | 带小州徽的州旗 |
| 大州徽 | 小州徽 | 州旗 | 带大州徽，但是没有持徽兽的州旗 | 带小州徽的州旗 |

## 行政区划

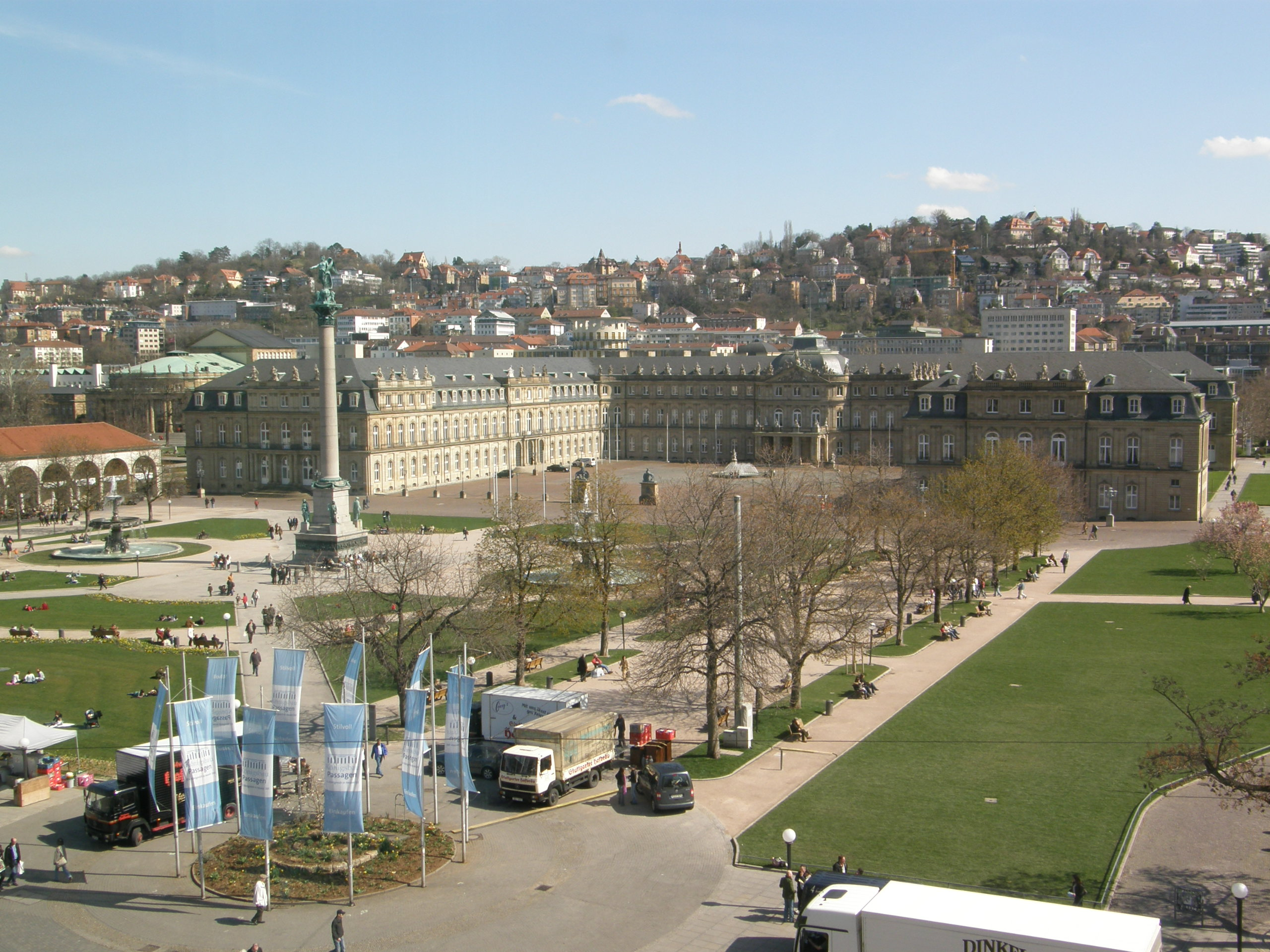
斯图加特中心和城堡广场

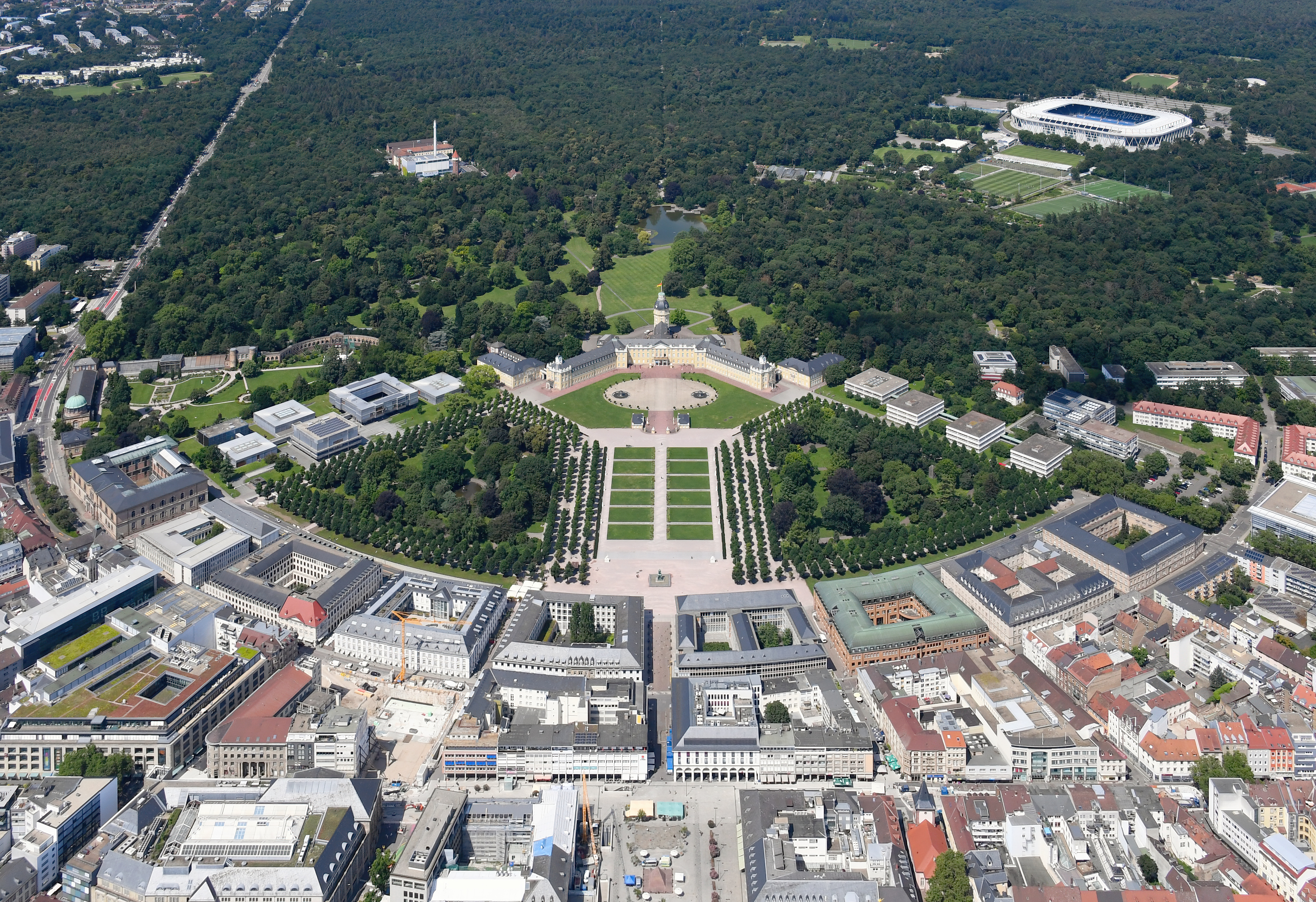
卡爾斯魯爾

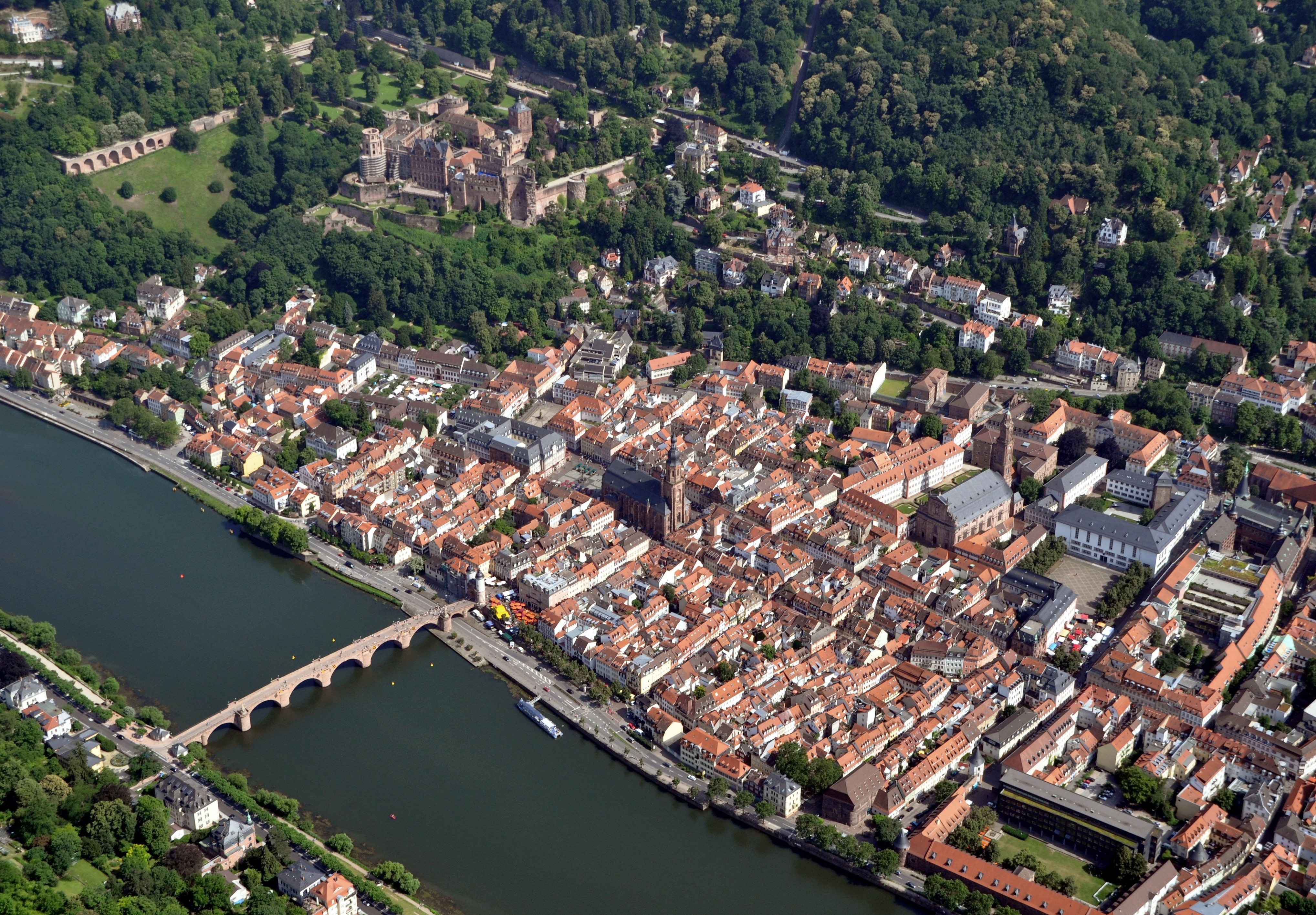
海德堡城堡

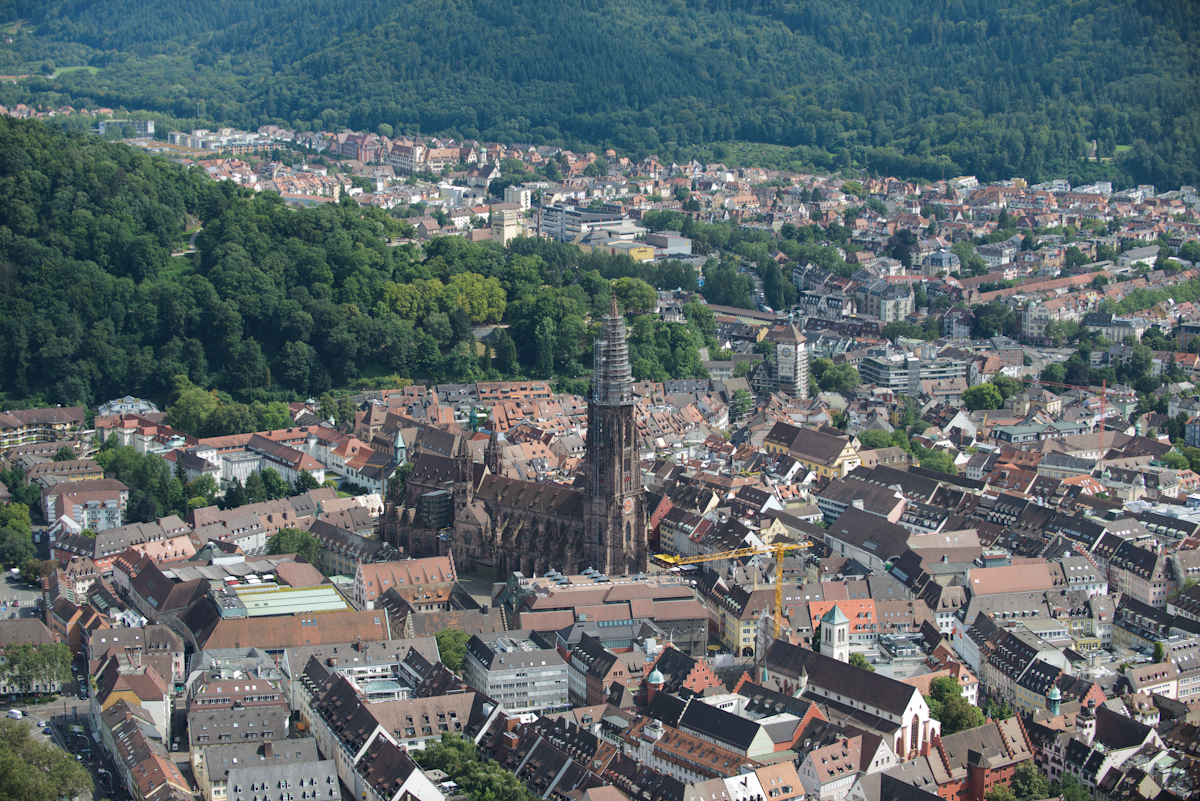
弗萊堡大教堂

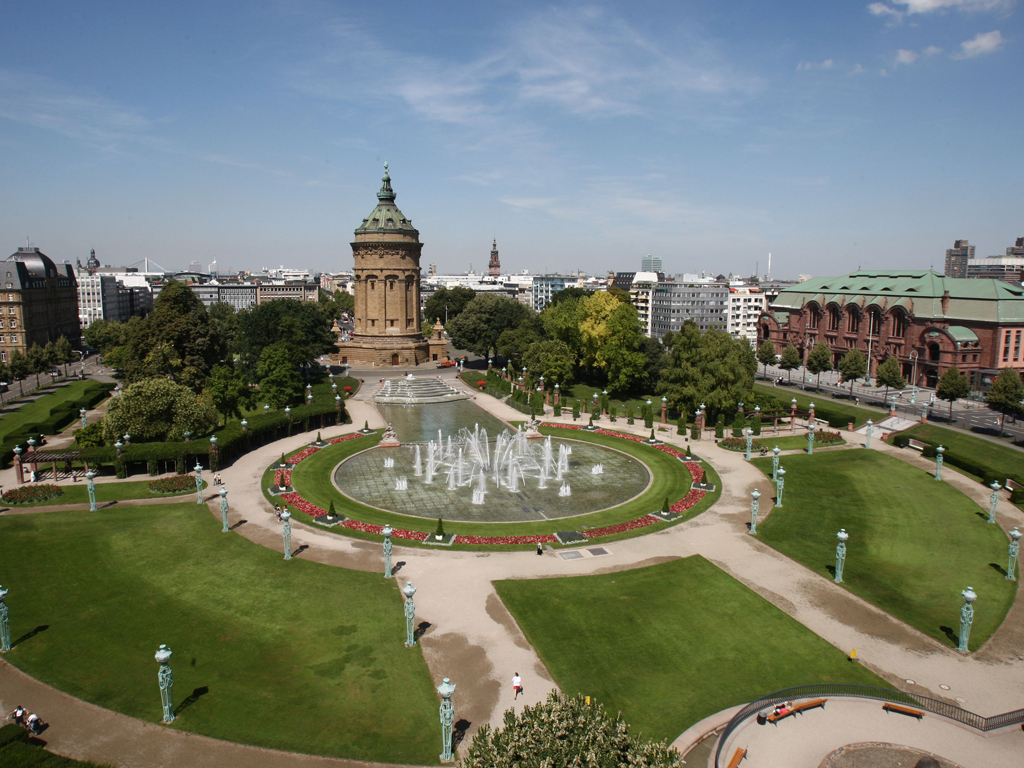
曼海姆

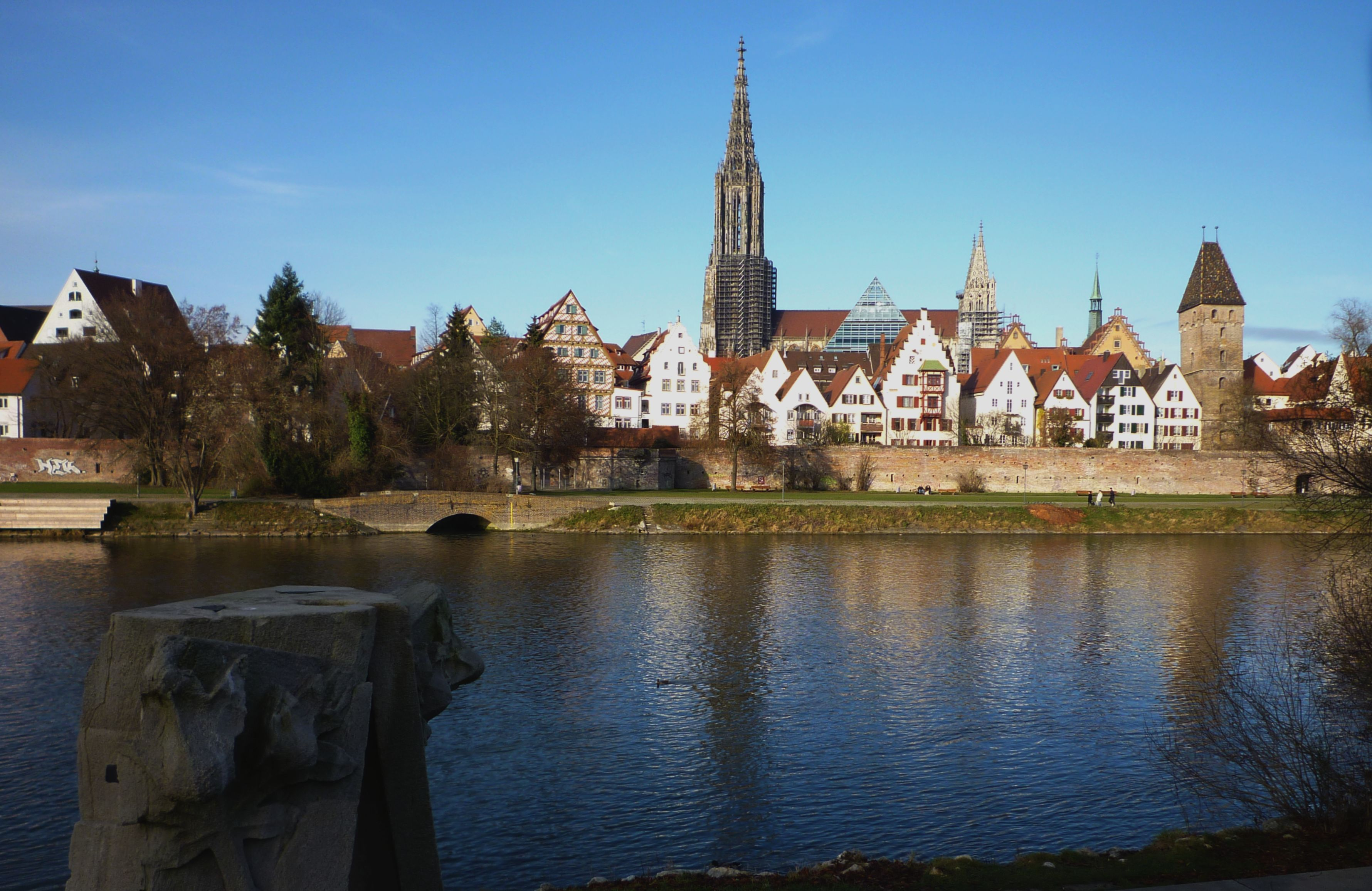
烏爾姆，背景是烏爾姆大教堂

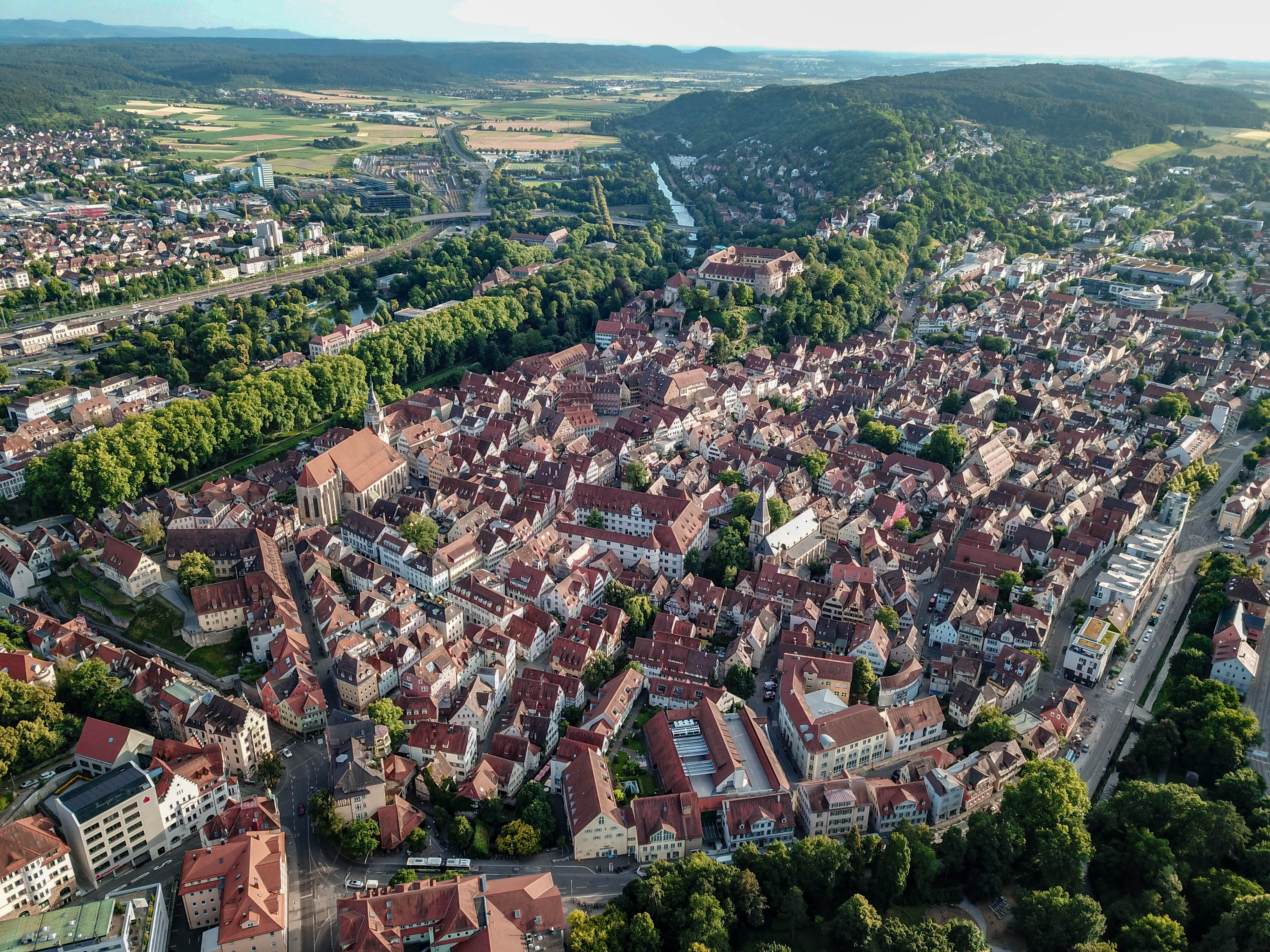
圖賓根

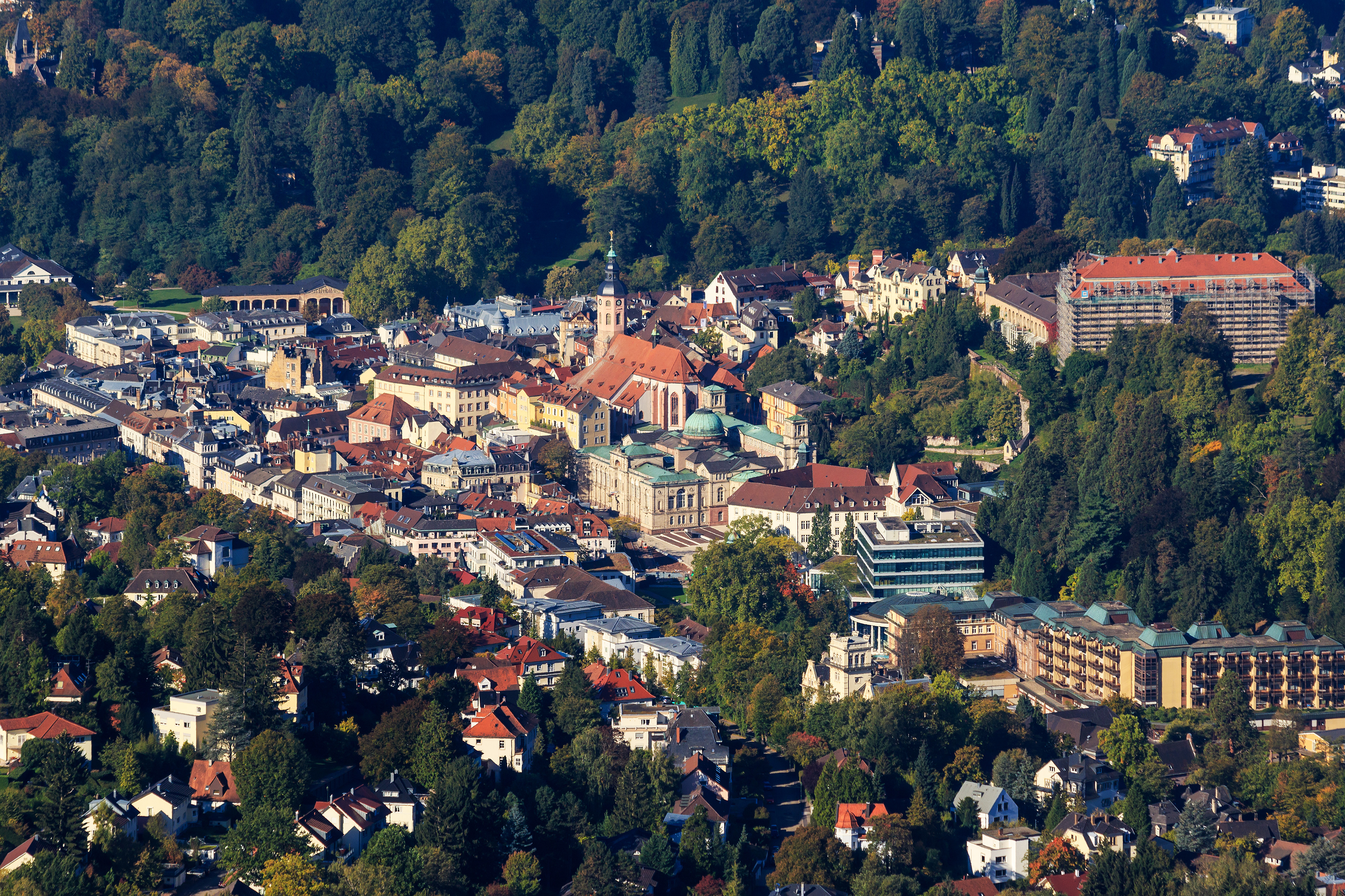
巴登巴登

从1973年1月1日开始巴登-符腾堡州分4个行政区（Regierungsbezirk）、12个地区（Region）、35个县（Landkreis）和9个县级市（Stadtkreis或Kreisfreie Stadt）。

### 行政区和地区
- 弗赖堡行政区，包括高莱茵-博登湖区、黑森林-巴尔-霍伊伯格区、南上莱茵区
- 卡尔斯鲁厄行政区，包括中上莱茵区、北黑森林区、莱茵-内卡尔区
- 斯图加特行政区，包括海尔布隆-法兰克区、东符腾堡区、斯图加特区
- 蒂宾根行政区，包括博登湖-上施瓦本区，多瑙-伊勒区、内卡尔-山地区

多瑙-伊勒区也包括邻近巴伐利亚的地区，而莱茵-内卡尔区也包括邻近黑森和莱茵兰-普伐尔茨的地区。

### 市和县
|  | 巴登-巴登市 |
|  | 弗赖堡市    |
|  | 海德堡市    |

|  | 海尔布隆市   |
|  | 卡尔斯鲁厄市 |
|  | 曼海姆市     |

|  | 普福尔茨海姆市 |
|  | 斯图加特市     |
|  | 乌尔姆市       |

|  | 巴登-巴登市 |
|  | 弗赖堡市    |
|  | 海德堡市    |

|  | 海尔布隆市   |
|  | 卡尔斯鲁厄市 |
|  | 曼海姆市     |

|  | 普福尔茨海姆市 |
|  | 斯图加特市     |
|  | 乌尔姆市       |

|  | 山地-多瑙县         |
|  | 比伯拉赫县          |
|  | 伯布林根县          |
|  | 博登湖县            |
|  | 布赖斯高-上黑林山县 |
|  | 卡尔夫县            |
|  | 埃门丁根县          |
|  | 恩茨县              |
|  | 埃斯林根县          |
|  | 弗罗伊登施塔特县    |
|  | 格平根县            |
|  | 海登海姆县          |
|  | 海尔布隆县          |
|  | 霍恩洛厄县          |
|  | 卡尔斯鲁厄县        |
|  | 康斯坦茨县          |
|  | 勒拉赫县            |
|  | 路德维希堡县        |

|  | 美因-陶伯县     |
|  | 内卡-奥登林山县 |
|  | 奥特瑙县        |
|  | 奥斯特阿尔布县  |
|  | 拉施塔特县      |
|  | 拉芬斯堡县      |
|  | 雷姆斯-穆尔县   |
|  | 罗伊特林根县    |
|  | 莱茵-内卡县     |
|  | 罗特韦尔县      |
|  | 施韦比施哈尔县  |
|  | 黑林山-巴尔县   |
|  | 锡格马林根县    |
|  | 蒂宾根县        |
|  | 图特林根县      |
|  | 瓦尔茨胡特县    |
|  | 措伦阿尔布县    |

|  | 山地-多瑙县         |
|  | 比伯拉赫县          |
|  | 伯布林根县          |
|  | 博登湖县            |
|  | 布赖斯高-上黑林山县 |
|  | 卡尔夫县            |
|  | 埃门丁根县          |
|  | 恩茨县              |
|  | 埃斯林根县          |
|  | 弗罗伊登施塔特县    |
|  | 格平根县            |
|  | 海登海姆县          |
|  | 海尔布隆县          |
|  | 霍恩洛厄县          |
|  | 卡尔斯鲁厄县        |
|  | 康斯坦茨县          |
|  | 勒拉赫县            |
|  | 路德维希堡县        |

|  | 美因-陶伯县     |
|  | 内卡-奥登林山县 |
|  | 奥特瑙县        |
|  | 奥斯特阿尔布县  |
|  | 拉施塔特县      |
|  | 拉芬斯堡县      |
|  | 雷姆斯-穆尔县   |
|  | 罗伊特林根县    |
|  | 莱茵-内卡县     |
|  | 罗特韦尔县      |
|  | 施韦比施哈尔县  |
|  | 黑林山-巴尔县   |
|  | 锡格马林根县    |
|  | 蒂宾根县        |
|  | 图特林根县      |
|  | 瓦尔茨胡特县    |
|  | 措伦阿尔布县    |

飞地布辛根属于康斯坦茨县，这个飞地位于沙夫豪森附近，完全被瑞士包围。
1956年巴登-符腾堡的县级行政区组织了一个县议会。
| 斯圖加特 卡爾斯魯厄 | 1  | 斯圖加特         | 斯圖加特行政區   | 633,164 | 曼海姆 弗賴堡 |
| 斯圖加特 卡爾斯魯厄 | 2  | 卡爾斯魯厄       | 卡爾斯魯厄行政區 | 311,484 | 曼海姆 弗賴堡 |
| 斯圖加特 卡爾斯魯厄 | 3  | 曼海姆           | 卡爾斯魯厄行政區 | 308,763 | 曼海姆 弗賴堡 |
| 斯圖加特 卡爾斯魯厄 | 4  | 弗賴堡           | 弗賴堡行政區     | 229,341 | 曼海姆 弗賴堡 |
| 斯圖加特 卡爾斯魯厄 | 5  | 海德堡           | 卡爾斯魯厄行政區 | 160,196 | 曼海姆 弗賴堡 |
| 斯圖加特 卡爾斯魯厄 | 6  | 烏爾姆           | 蒂宾根行政区     | 125,805 | 曼海姆 弗賴堡 |
| 斯圖加特 卡爾斯魯厄 | 7  | 海布隆           | 斯圖加特行政區   | 125,599 | 曼海姆 弗賴堡 |
| 斯圖加特 卡爾斯魯厄 | 8  | 普福爾茨海姆     | 卡爾斯魯厄行政區 | 125,108 | 曼海姆 弗賴堡 |
| 斯圖加特 卡爾斯魯厄 | 9  | 羅伊特林根       | 蒂賓根行政區     | 115,877 | 曼海姆 弗賴堡 |
| 斯圖加特 卡爾斯魯厄 | 10 | 內卡河畔埃斯林根 | 斯圖加特行政區   | 93,304  | 曼海姆 弗賴堡 |

### 镇
巴登-符腾堡州共有1,108个镇（2007年1月1日数据）。
巴登-符腾堡的州宪法第69至76条以及巴登-符腾堡镇法规规定镇的权利和义务。镇法规第一条规定镇是“民主国家的基础和成员”。镇民的“权利和义务”包括“参加……镇的管理”。按照镇法规第7条所有属于一个镇的地面的总和为镇的地面。除例外需要外州里的所有面积均应该属于一个镇。目前巴登-符腾堡有两块地面不属于任何一个镇。
按照镇法规第3条不律属县的城市以及大县城是一种特殊的镇。这样的城市拥有全部的或者部分的县的任务。在巴登-符腾堡有九座这样的城市县和大县城。
按照这个定义巴登-符腾堡的12人口最高的镇为斯图加特、曼海姆、卡尔斯鲁厄、弗萊堡、海德堡、海尔布隆、乌尔姆、普福尔茨海姆、罗伊特林根、埃斯林根、路德维希堡和蒂宾根。
根据镇法规第8条假如一个镇被并入另一个镇中（一般一座城市）或者两个镇合并的话原来的镇的独立性就消失了。在1970年代中通过行政区划改革许多镇被合并。最后一次一个镇被合并是于2005年5月1日。

## 政治

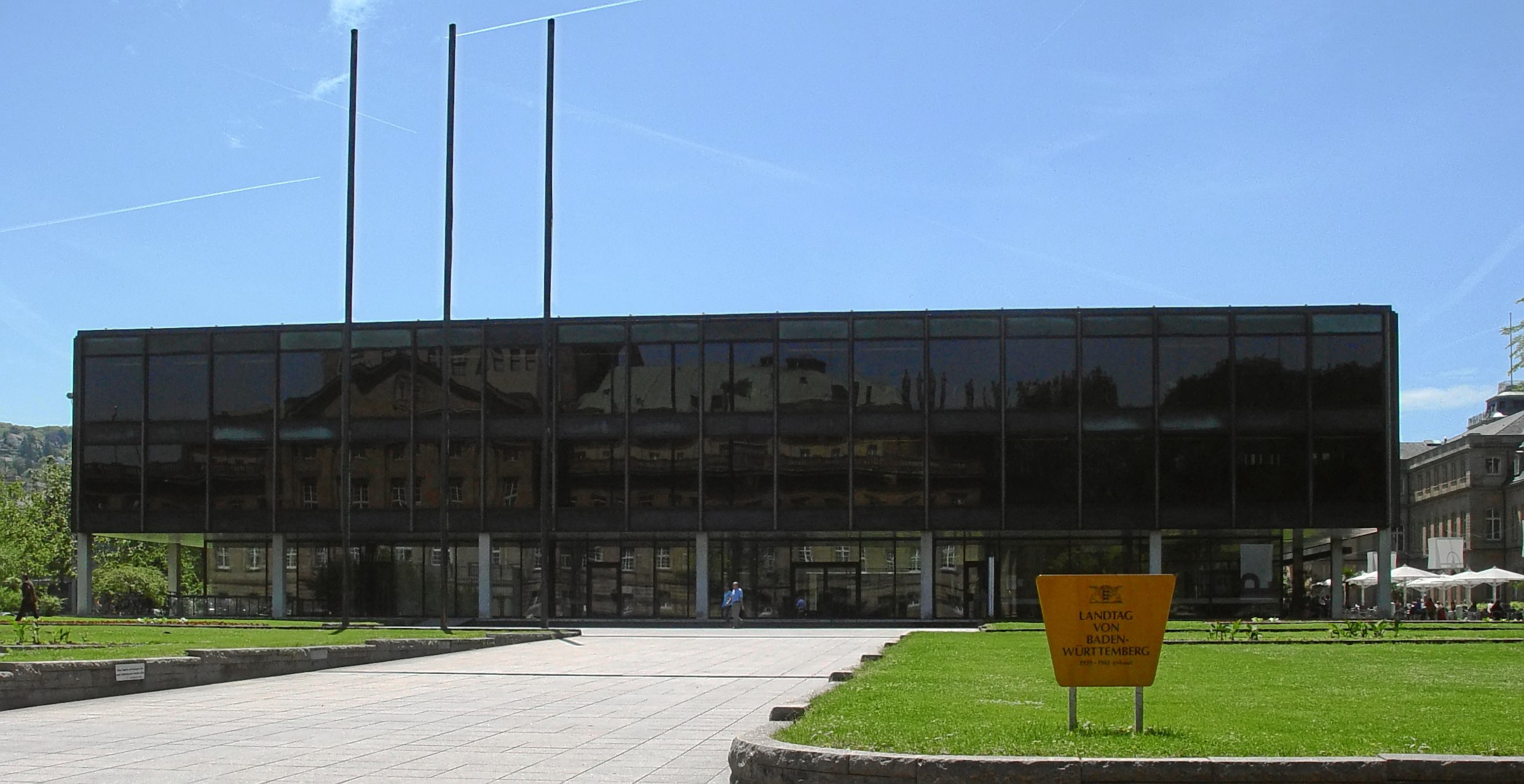
州议会大厦

州政府的最高领导人是州长，他手下有部长、州务卿和顾问。从1952年以來的歷屆州长分別是：
- 1952年—1953年：赖因霍尔德·迈耶（Reinhold Maier，德国民主人民党）
- 1953年—1958年：格布哈尔德·穆勒（Gebhard Müller，德国基督教民主联盟）
- 1958年—1966年：库尔特·乔治·基辛格（基民联）
- 1966年—1978年：汉斯·费尔宾格（Hans Filbinger，基民联）
- 1978年—1991年：洛塔·施贝特（Lothar Späth，基民联）
- 1991年—2005年：埃尔文·托伊弗尔（Erwin Teufel，基民联）
- 2005年—2009年：古特·于廷尔（Günther Oettinger，基民联）
- 2009年—2011年：施特凡·馬普斯（Stefan Mappus，基民联）當州长，但還沒通過州會的選舉。
- 2011年—：弗雷德·克雷奇曼（绿党）

巴登-符腾堡是一个传统的、保守的州，但傳統上德国自由民主党在这里也一直很强。从1980世纪初开始这里也成为德国绿党的一个要塞，德国绿党是在卡尔斯鲁厄成立的，在历届大选中他们在巴登-符腾堡州的结果始终高于德国的平均。从1953年开始所有的州长都是德国基督教民主联盟的成员，但是州政府往往也有自民党和社民党参加。从1968年至1972年德國國家民主黨曾进入州议会，1990年代里德国共和党也曾一度进入州议会，2005年6月27日原社民党议员乌尔利希·毛尔转入德国左派党后该党也进入了州议会；2005年10月17日毛尔退出州议会，转入联邦议会。目前的州长是古特·于廷尔，他是于2006年6月14日獲得85票（获得了一票反对党的票）当选的。
但是德国巴登—符腾堡州於2011年3月27日选举州议会，初步计票结果显示，执政党基督教民主联盟及其盟友不敌绿党和社会民主党，失去这一控制将近60年的传统重镇。初步计票结果当晚公布，基民盟获得39%的选票，较上次选举下跌大约5个百分点；州执政伙伴自民党得票率只有5.3%，勉强超过5%这個进入州议会的门槛。最大在野党社民党得票率23.1%，略有下降，但盟友绿党拿下24.2%的选票，较5年前大涨12个百分点，两者联手足以控制州议会并首次组建州政府。预计绿党巴符州分部领袖温弗雷德·克雷奇曼将经州议会选举出任州长，成为德国首名绿党籍州长，他在州首府斯图加特告诉支持者：“这是一次历史性胜利。”

### 2021年選舉結果
|                                                      |                                     |           |       |       |      |      |      |      |
| 黨派                                                 | 黨派                                | 選票      | %     | 變化  | 席位 | 席位 | 席位 | +/–  |
| 黨派                                                 | 黨派                                | 選票      | %     | 變化  | 1st  | 2nd  | 總計 | +/–  |
|                                                      | 綠黨                                | 1,586,192 | 32.6  | ▲ 2.3 | 58   | 0    | 58   | ▲ 11 |
|                                                      | 基督教民主聯盟                      | 1,168,975 | 24.1  | ▼ 2.9 | 12   | 30   | 42   | ━ 0  |
|                                                      | 德国社会民主党                      | 535,489   | 11.0  | ▼ 1.7 | 0    | 19   | 19   | ━ 0  |
|                                                      | 自由民主黨                          | 508,429   | 10.5  | ▲ 2.2 | 0    | 18   | 18   | ▲ 6  |
|                                                      | 德國另類選擇                        | 473,485   | 9.7   | ▼ 5.4 | 0    | 17   | 17   | ▼ 6  |
|                                                      |                                     |           |       |       |      |      |      |      |
|                                                      | 左翼黨                              | 173,317   | 3.6   | ▲ 0.7 | 0    | 0    | 0    | ━ 0  |
|                                                      | 自由選民（FW）                      | 146,259   | 3.0   | ▲ 2.9 | 0    | 0    | 0    | ━ 0  |
|                                                      | 黨                                  | 59,463    | 1.2   | ▲ 0.9 | 0    | 0    | 0    | ━ 0  |
|                                                      | 德國基層民主黨                      | 48,497    | 1.0   | 新    | 0    | 0    | 0    | 新   |

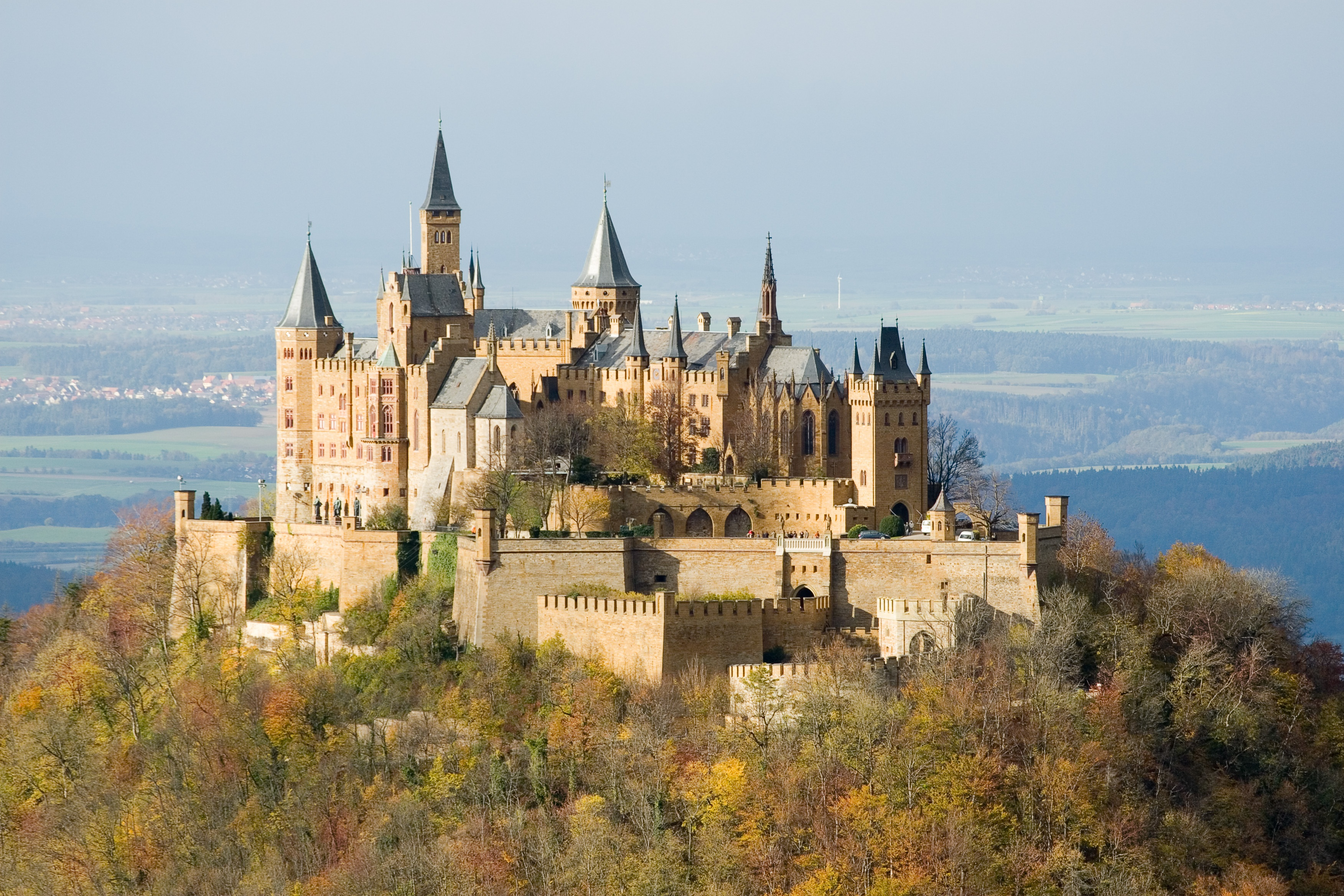
位于巴登-符腾堡州比辛根的霍亨索伦城堡

|                                                      | Climate List Baden-Württemberg      | 42,685    | 0.9   | 新    | 0    | 0    | 0    | 新   |
|                                                      | Party WIR2020                       | 41,128    | 0.8   | 新    | 0    | 0    | 0    | 新   |
|                                                      | 生態民主黨                          | 37,819    | 0.8   | ▲ 0.1 | 0    | 0    | 0    | ━ 0  |
|                                                      | Volt Germany                        | 22,782    | 0.5   | 新    | 0    | 0    | 0    | 新   |
|                                                      | Alliance C – Christians for Germany | 4,081     | 0.1   | ▲ 0.1 | 0    | 0    | 0    | ━ 0  |
|                                                      | 德國海盜黨                          | 2,878     | 0.1   | ▼ 0.3 | 0    | 0    | 0    | ━ 0  |
|                                                      | Democracy in Motion                 | 1,005     | 0.0   | 新    | 0    | 0    | 0    | 新   |
|                                                      | 人文主義黨                          | 976       | 0.0   | 新    | 0    | 0    | 0    | 新   |
|                                                      | Humane World                        | 975       | 0.0   | ▲ 0.0 | 0    | 0    | 0    | ━ 0  |
|                                                      | Party for Health Research           | 468       | 0.0   | 新    | 0    | 0    | 0    | 新   |
|                                                      | One for All – Party                 | 178       | 0.0   | 新    | 0    | 0    | 0    | 新   |
|                                                      | 德國共產黨                          | 107       | 0.0   | ▼ 0.0 | 0    | 0    | 0    | ━ 0  |
|                                                      | 獨立參選人                          | 4,463     | 0.1   | ▲ 0.1 | 0    | –    | 0    | ━ 0  |
| 總計                                                 | 總計                                | 4,859,651 | 100.0 | –     | 70   | 84   | 154  | ▲ 11 |
| 無效／空白票                                         | 無效／空白票                        | 34,849    | 0.7   |       |      |      |      |      |
| Registered voters/turnout                            | Registered voters/turnout           | 7,671,039 | 63.8  | ▼ 6.6 |      |      |      |      |
| 來源: State Returning Officer （页面存档备份，存于） |                                     |           |       |       |      |      |      |      |

## 经济
巴登-符腾堡是欧洲经济最强和竞争力最强的地区之一。尤其在工业、高科技和科研方面巴登-符腾堡被看作是欧洲联盟创新力最高的地区。2003年巴登-符腾堡的科研支出占其国内生产总值的3.9%，在欧洲联盟内仅次于瑞典（4.0%）。
在欧洲联盟巴登-符腾堡是最富有的地区，其指数为130.4（：100，2004年），其失业率仅5.0%（2007年5月），是继巴伐利亞邦以后德国最低的。

### 农业

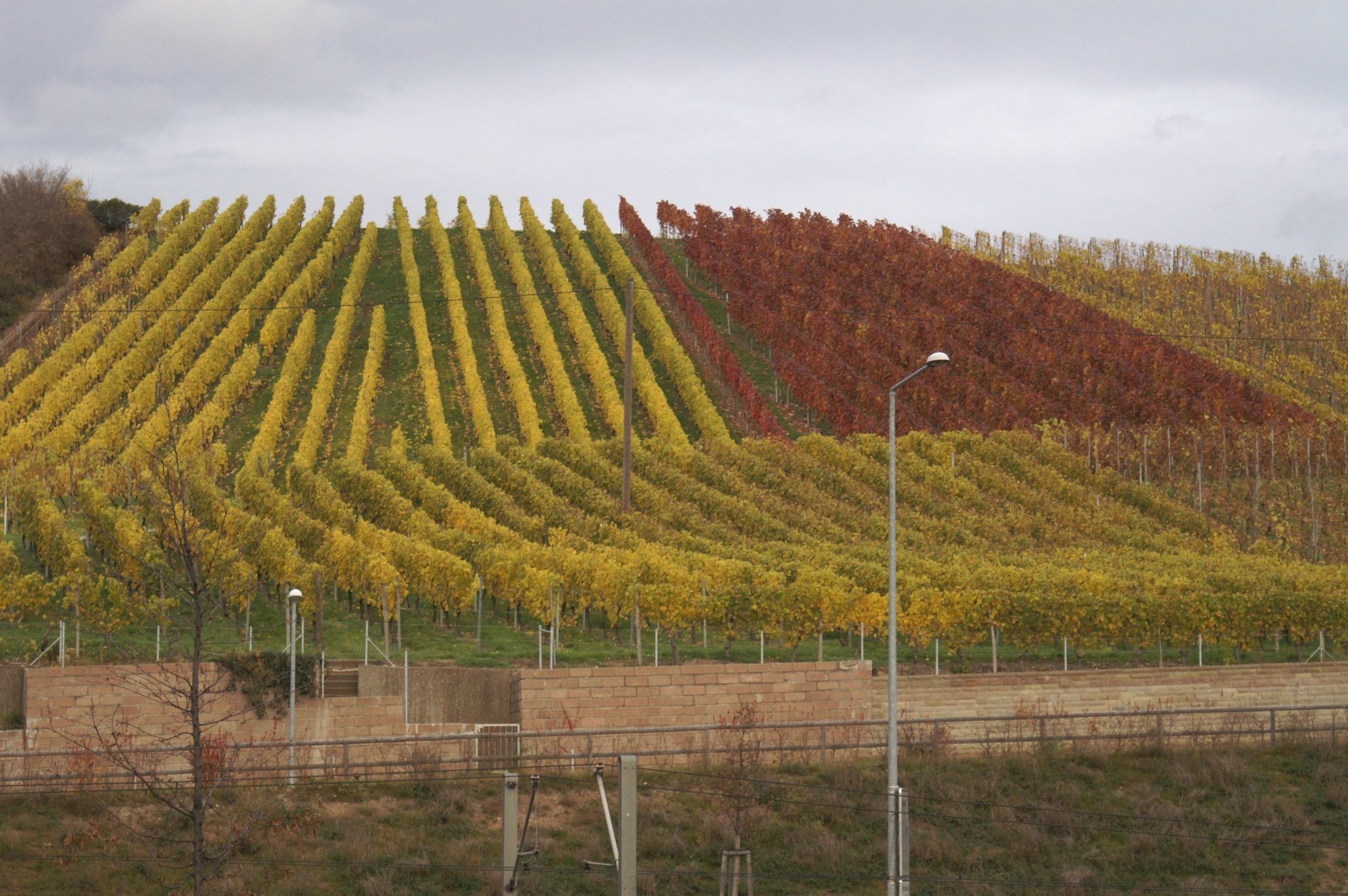
斯圖加特的葡萄園。

对于农业来说巴登-符腾堡拥有非常不同的环境条件。总的来说谷地和盆地地区比较适宜农业发展，在这些地区，比如在上莱茵河低地以及在博登湖畔除庄稼外还有水果和葡萄园。州的大部分地区属于中等高度的地区，这里比较适宜种植庄稼，一般庄稼与饲料混合种植。在高处如黑森林的高处和施瓦本山脉的高处以畜牧业和饲料种植为主。
巴登-符腾堡的农业传统上以小型企业为主，在这里也有集中化和密集化的过程。这个过程较德国其它地区起步比较晚，但是其速度与其它地区一样快。集中化的标志包括：
- 从1971年至2005年农业企业的数目从215,450减少到60,617个；
- 从1949年至2005年农业企业的平均大小从4.7公顷扩大到24.4公顷（不过这个数字在德国平均来看依然是最小的）；
- 主企业和附属企业的数目颠倒过来了：1949年巴登-符腾堡有251,000个主企业和141,000个附属企业，2005年州内有19,900个主企业和35,400个附属企业；
- 至1925年农业企业的工作人员数目不断增高，此后缓慢减少，从1950年代开始迅速较少，2005年农业企业共有约10万名工作人员，占全州所有工作人员的2%。

### 制造业

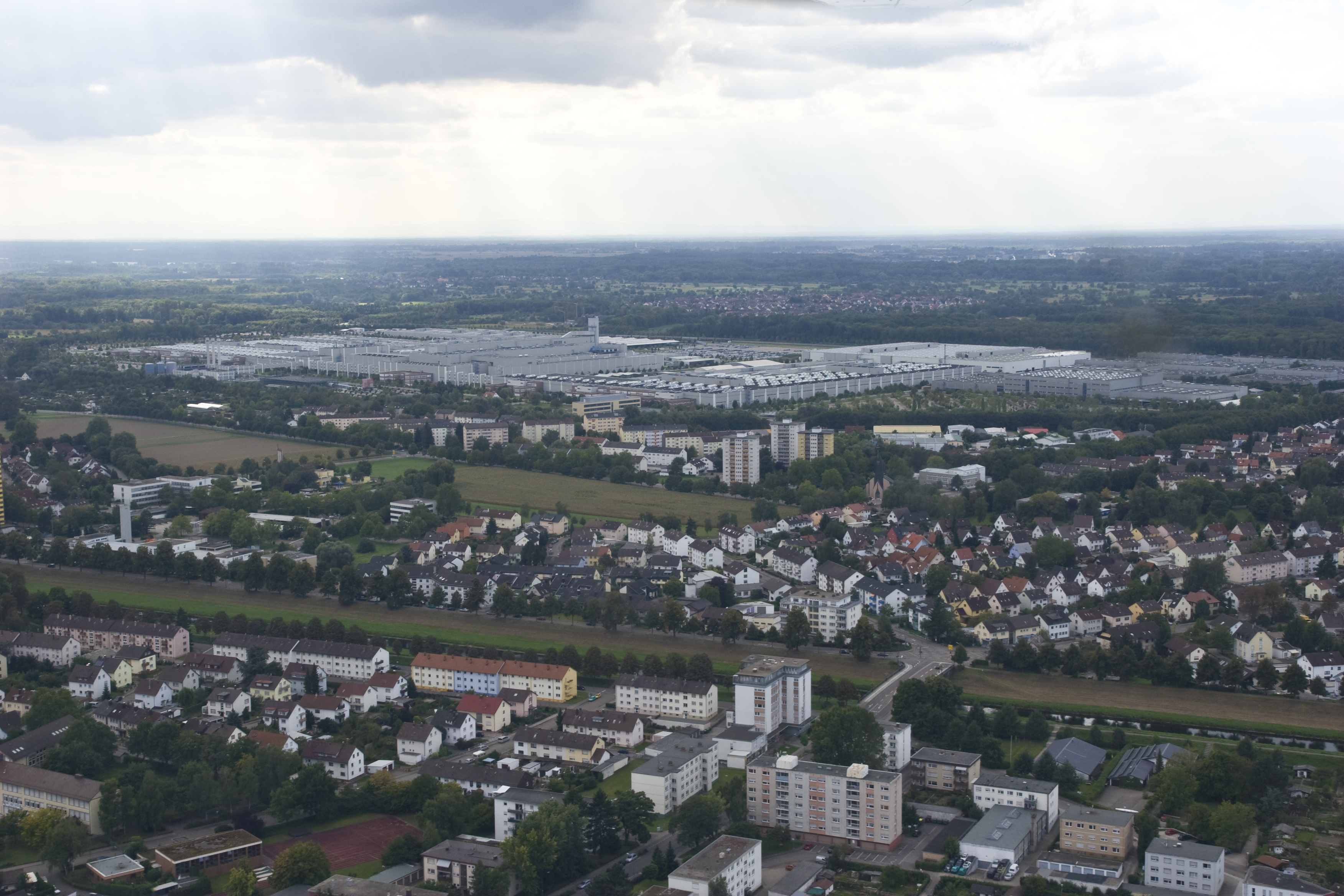
平治於拉施塔特的工廠。

2005年巴登-符腾堡共有8,600个工业企业，其职工达120万人，其中最重要的行业有
- 机械制造（通快公司、海德堡印刷机械有限公司、费斯托公司、福伊特公司、利勃海尔）
- 汽车工业（戴姆勒-克莱斯勒、保時捷、罗伯特·博世有限公司、奥迪）
- 金属制造

过去黑森林是一个精细机械，尤其是钟表工业（荣汉斯Junghans （页面存档备份，存于）），的中心。除此之外施瓦本山脉还是许多著名服装企业（HUGO BOSS、史泰福）的家乡。
卡尔斯鲁厄拥有德国最大的炼油厂。欧洲最大的软件公司SAP公司的总部在沃尔道夫。
巴登-符腾堡境内有两座核电站，一座核电站于2005年被关闭。州内水域上有众多水力發電站。

### 交通

#### 公路

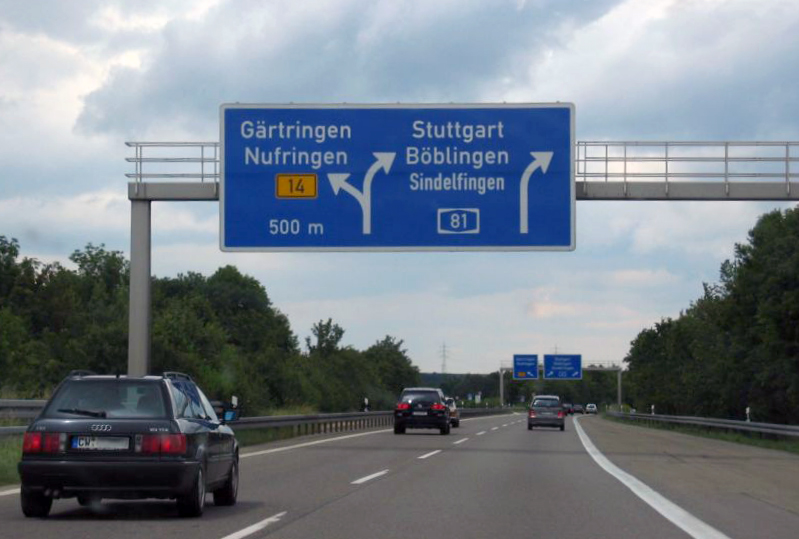
81号高速公路。

巴登-符腾堡共有1,037千米联邦高速公路，其中最重要的有5号、6号、7号、8号和81号高速公路。此外还有一些地区性重要的小的高速公路。尤其在高峰期在大城市附近高速公路往往发生堵车，假期外早晚上下班时期全州内一般会有至少25千米的堵车段落。高速公路的状况也经常受到批评。比如从乌尔姆经过斯图加特去往卡尔斯鲁厄的8号高速公路的许多段落从纳粹时期后没有被现代化过。交通最繁忙的交叉口是斯图加特南8号高速公路与27号联邦公路的交叉口，这里每天有17至18万辆车辆通过。
巴登-符腾堡还拥有4,407千米的联邦公路、9,896千米的州级公路和12,073千米的县级公路。

#### 铁路
德国铁路在巴登-符腾堡共有总长3,400千米的路线，轨道总长为6,400千米，共有9,500个轉轍器和约1,400个铁路平交道。每天有6,500次列车运行，总长度达31万千米。
除德国铁路外州内还有一些其它运行地方性铁路交通的公司，它们受州政府委托运行地方性的铁道公共交通。卡尔斯鲁厄模型将铁路与有轨电车联系到一起，在世界多处获得模仿。
一个重要的、依然在计划中的铁路项目是斯图加特21，这个项目计划将今天屬於終端式車站的斯图加特中心火车站改造为一座地下的贯通火车站，并将其轨道走向转90°。这个计划还包括连接乌尔姆和斯图加特机场的高速铁路。总费用預計将达数十亿欧元。

#### 船运
莱茵河和内卡尔河在德国享有联邦水道的地位。曼海姆位于内卡尔河注入莱茵河处，拥有欧洲最大的内河港口。卡尔斯鲁厄拥有欧洲最大的内河油港。

### 媒体
巴登-符腾堡的媒体非常丰富和多样。这里有17份地区性的报纸，其中发行量在15万以上的有七份。除此之外还有约50份地方性的报纸。
斯图加特是一个重要的出版界的据点，这里有许多出版社（比如格奥尔格·冯·霍茨布林克出版集团）。此外这里还有斯图加特媒体学院。
总部位于奥芬堡的布尔达传媒集团是德国最大的出版社和媒体公司，它在国际市场上也有一定的重要性。
公共广播公司是西南广播电台，它还拥有欧洲著名的乐团：西南广播电台巴登-巴登和弗赖堡交响乐团、斯图加特电台交响乐团、西南广播电台斯图加特合唱团和西南广播电台斯图加特大乐团。
在私人广播方面巴登-符腾堡有15个地方性的电台和三个跨地区性的电台。
巴登-符腾堡有一个州际的私人电视台和数个地区性私人电视台。

### 旅游业

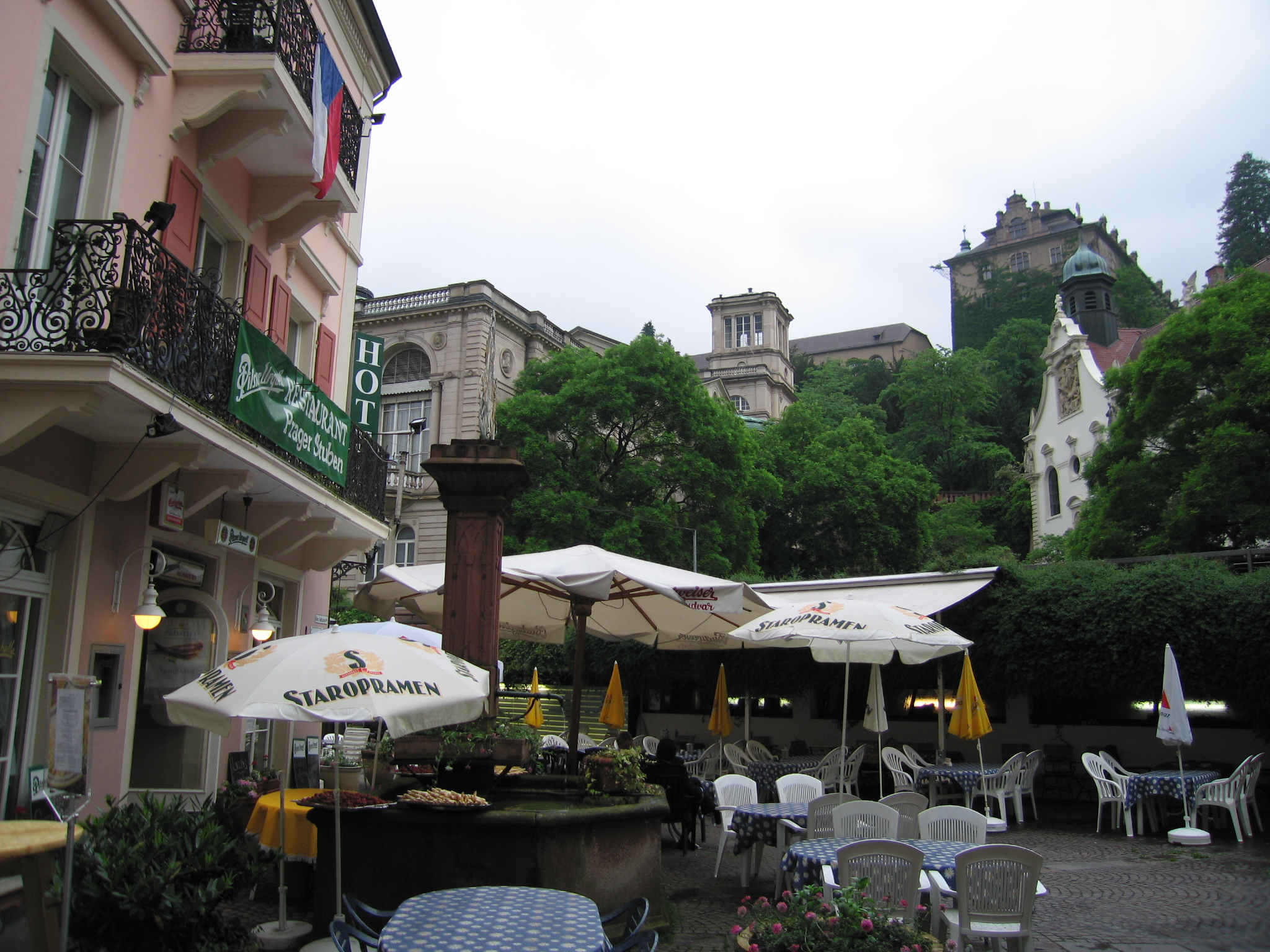
巴登-巴登老城区的露天餐馆

巴登-符腾堡是一个旅游胜地，在德国是继巴伐利亚后最受欢迎的度假州。当地风景秀丽，有许多名胜古迹。
每年约有4000万人次在巴登-符腾堡过夜。因此旅游业是巴登-符腾堡州最重要的经济因素之一。旅游业约有20万职员和8000名职业教育学生。这些工作与其它行业的工作相比比较稳定，而且局限于当地。旅游业的收入占国内生产总值的5%，可以与机械制造和汽车工业相比，而且其企业主要是以中等企业为主。
巴登-符腾堡约有60个矿泉和疗养地，在德国是重要的疗养州。黑森林拥有著名的矿泉和特殊的气候，上施瓦本拥有矿泉和沼泽泉。
巴登-符腾堡有许多传统性的民众节日，其中最著名的是卡恩施塔特瓦森节，此外还有许多葡萄酒节和圣诞市场。州内还举办一系列重要的文化节。
州内有生动的大学城和浪漫的小城，有秀丽和多边的风景，有良好的会议、展览和大会场地以及上等的住宿和饭店。
最吸引游客的地方包括黑森林、博登湖畔、施瓦本山脉、海德堡、巴登-巴登、弗赖堡、乌尔姆和斯图加特。黑森林以其浪漫的山谷、磨和典型的农庄以及布谷鸟钟著称。在费尔德山周围冰雪运动也有很长的传统。黑森林里有许多非常良好的和标志的徒步旅行道路。博登湖畔风景美丽，背景上有阿尔卑斯山脉。迈瑙岛、康斯坦茨和梅尔斯堡是最吸引游客的地方。赖谢瑙岛上的过去的修道院属于世界遗产。离博登湖不远的上施瓦本是阿尔卑斯山脉以北巴洛克艺术的中心。阿尔高拥有秀丽的风景和许多徒步旅行的机会。施瓦本山脉也是一个受欢迎的度假地，这里有浪漫的小城、草原、疏散的森林、溶洞、城堡和宫殿。

#### 名胜城市
- 斯图加特（人口58.6万）：巴符州首府，位于当年亚历山大·冯·洪堡也赞赏不已的一个风景美丽如画的山谷凹地中。从咏唱馆音乐厅到威廉玛动物园，从飞机场到堪施塔特草地民间节日，从克勒斯山上的博览会场到反现代派的新国家美术馆，它展示了一座现代化大都市的全部特征。世界上第一座钢筋混凝土结构式的电视塔（建于1954年，塔高217米）建于这里。世界著名品牌如，戴姆勒-克莱斯勒（奔驰），保时捷，罗伯特·博世有限公司的总部均设在这里。同时也是德国犯罪率最低、最安全的城市之一和德国最合适人类居住的城市之一。
- 曼海姆（人口31.2万）：重要的工业中心，巴斯夫集团（化工）总部。这里是1607年，普法尔茨选帝侯弗里德里希下令建造的“正方形城市”内城的几何平面图。它只用字母和数字而不用街名来标志房屋。由于市艺术馆和莱斯博物馆里的艺术收藏以及具有悠久传统的国家剧院，也是一座在文化方面有影响的城市。
- 卡尔斯鲁厄（人口27.7万）：德国联邦宪法法院和德国联邦最高法院的所在地，当年巴洛克式的侯爵城市的32条街道呈扇形通向建于1715年的宫殿。这座交通便利的工业城市拥有一个货物转运量很大的莱茵河港口。在巴登与符腾堡尚未合并为一州时，卡尔斯鲁厄曾是巴登州的首府。
- 弗莱堡（人口20万）：弗莱堡大学建于1457年，城市大门年深日久，哥特式大教堂带有金线编结的塔盔。
- 海德堡（人口13.9万）：拥有德国最悠久的海德堡大学，建于1386年，和德国最优美的景色。成为每年吸引无数旅游者的圣地。
- 乌尔姆（人口11.6万）：以带有德国最高钟楼的乌尔姆大教堂作为城市标志。在哥特式建筑的市政厅旁指示时间的是一架著名的天文钟。
- 海尔布隆（人口12.2万）。
- 普福尔茨海姆（人口11.9万）黑森林的北大门。黄金之城，德国联邦钟表，珠宝和首饰业协会总部所在地。普福尔茨海姆大学的汽车设计专业为全球3强之一，为各大汽车公司输送了大批专业设计人才。
- 罗伊特林根（人口10.9万）。
- 蒂宾根（人口8.2万）。

## 文化艺术
巴-符州拥有上千座博物馆，两座国家剧院，10家城市剧场，节日汇演，电影节和位于斯图加特西部在国际范围内资助艺术和艺术家的孤寂宫研究院。文学纪念馆和文学奖使人回忆起德国思想史上祖居于此的众多名人，有代表性的如: 弗里德里希·席勒（1759年—1805年），弗里德里希·赫尔德林（1770年—1843年），威廉·豪夫（1802年—1827年）以及哲学家：黑格尔（1770年—1831年），弗里德里希·威廉·谢林（1775年—1854年）和马丁·海德格尔（1889年—1976年）。
从1978年开始巴登-符腾堡每年举办巴登-符腾堡家乡日活动。沿莱茵河以及在巴登-符腾堡的南部有一种有自己特色的施瓦本狂欢节。

### 宗教
符腾堡的北部和中部自1534年以來是傳統的路德教地區，以海德堡為主的巴登西北部以加爾文教為主，上士瓦本區和上內卡爾-山地區和巴登南部為傳統天主教區。
各个宗教的人数和分布如下：
| 宗教               | 百分比  | 人数       |
| ------------------ | ------- | ---------- |
| 天主教             | 36.9%   | 400万人    |
| 新教               | 33.3%   | 360万人    |
| 伊斯兰教           | 约5.6%  | 约60万人   |
| 佛教               | 约0.23% | 约25,000人 |
| 印度教             | 约0.14% | 约15,000人 |
| 犹太教             | 约0.08% | 约9,000人  |
| 其它宗教和无宗教者 | 22.3%   | 240万人    |

### 语言
巴登-符腾堡的官方语言和常用语言是德语，由于人口的迁徙这里现在也有许多其它语言被使用。

#### 方言
当地的方言属于阿勒曼尼语和法兰克方言：

州政府的宣传广告：“除了标准德语外我们什么都会”

- 法兰克方言主要是在巴登-符腾堡北部三分之一法兰克方言地区。在卡尔斯鲁厄和海尔布隆地区说的主要是南法兰克方言，而在曼海姆和海德堡附近说的主要是莱茵法兰克方言（也被称为普伐尔茨方言），东部说的主要是东法兰克方言。
- 阿勒曼尼语主要在巴登-符腾堡其它地区使用，也就是说南部的三分之二，这里的主要方言是施瓦本方言（主要在符腾堡）、低阿勒曼尼语和高阿勒曼尼语（主要在巴登）。

在各种方言之间有过渡地区，这些地区的方言很难算到这种或者那种。重要的过渡地区有法兰克方言和施瓦本方言的过渡地区（卡尔夫、普福尔茨海姆等城市周边）、法兰克方言与低阿勒曼尼语的过渡地区（巴登-巴登和拉施塔特附近）以及施瓦本方言和低阿勒曼尼语的过渡地区（上施瓦本）。这些地区的方言明显地显示出对德语各种方言分类的不可行性。最近的方言发展包括施瓦本方言的一些特征向海尔布隆和施韦比施哈尔方向发展。
一些音乐电台定期播放方言艺术家的作品，电视台里也有方言节目，但是没有将方言文字化的讨论（如瑞士或卢森堡）。
通过外来人巴登-符腾堡也有使用其它德语方言的人生活。

## 教育

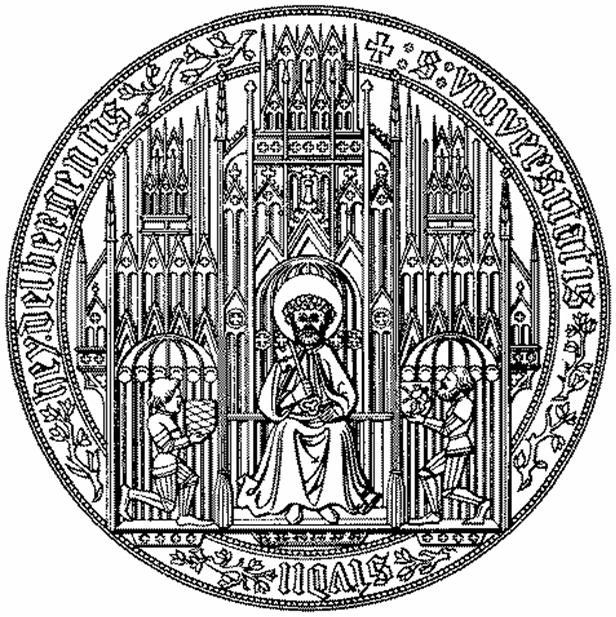
海德堡大学的印章

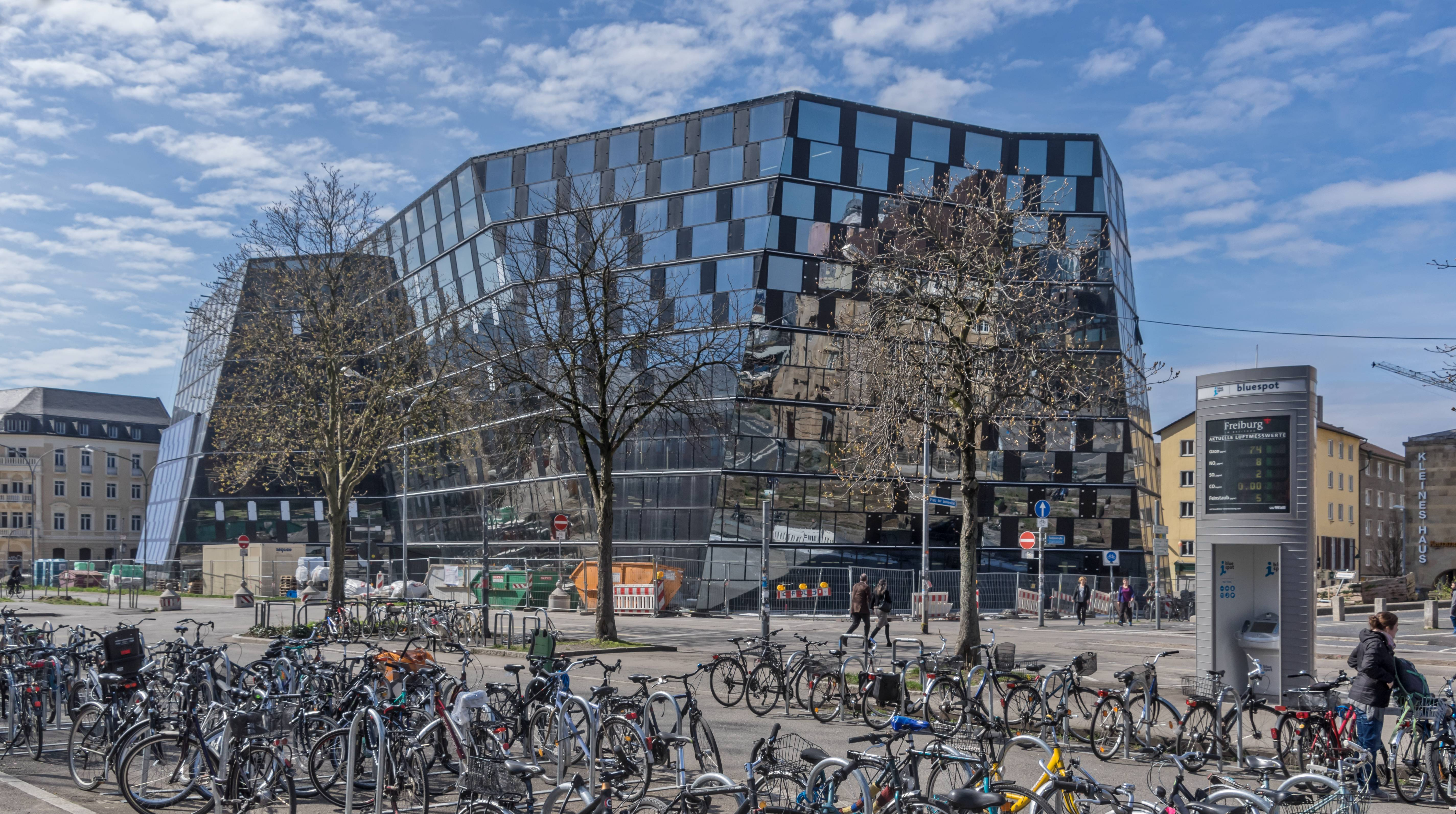
弗賴堡大學的圖書館

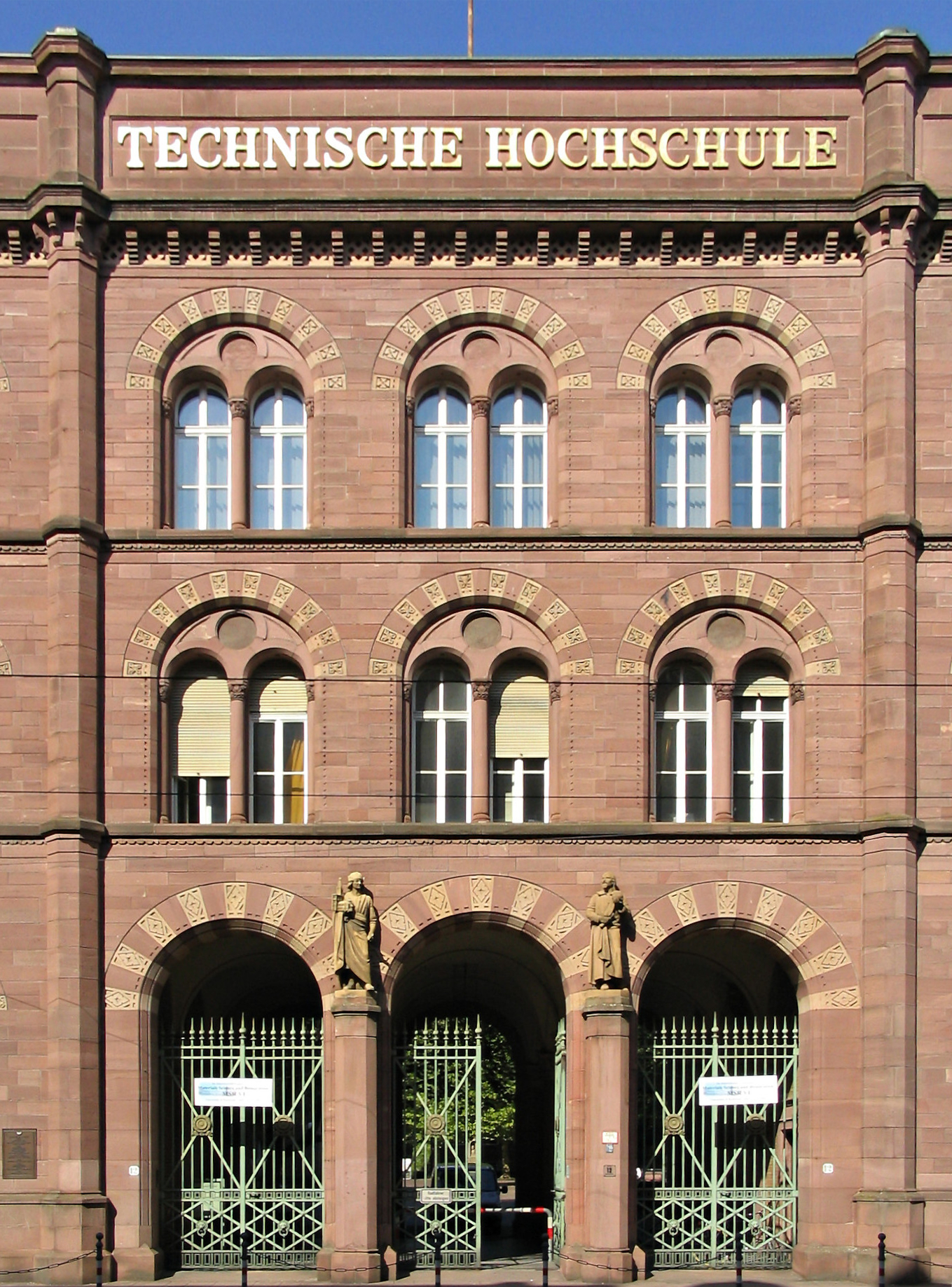
卡爾斯魯厄大學, 它自2009年起改稱卡爾斯魯厄理工學院

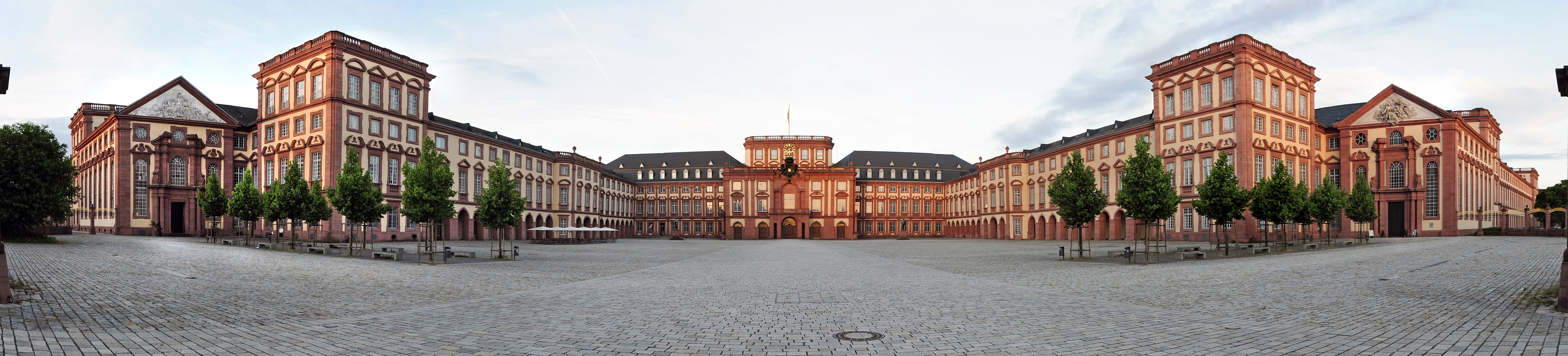
曼海姆宫是曼海姆大学的所在地，这里的商科排名常年全德第一.

巴登-符腾堡的大学在德国享有盛誉。按照2005年德国《焦点》对全国大学的排名，巴登-符腾堡的大学在前十名中占据六席。海德堡大学是德国最古老的大学，除此之外还有弗莱堡大学、卡尔斯鲁厄理工学院、康斯坦茨大学、曼海姆大学、斯图加特大学、蒂宾根大学和乌尔姆大学等七座大学。近年来由于州政府紧缩支出导致大学不得不减少其学生数量，以至于大学无法收纳所有来自巴登-符腾堡的获得大学录取资格的学生，许多学生必须去其它州求学。
巴登-符腾堡有许多高等学校，从1974年还引入了合作办学的教育方法。